# Chronologie de la pandémie de Covid-19
Pour un article plus général, voir Pandémie de Covid-19.
Wikipédia ne donne pas de conseils médicaux ou sanitaires. Cet article est susceptible de contenir des informations obsolètes ou inexactes. Seul un professionnel de la santé est apte à vous fournir un avis médical, et seules les autorités sanitaires de votre pays sont compétentes pour donner des consignes de santé publique relatives à la pandémie de Covid-19.
La chronologie de la pandémie de Covid-19 liste les principaux évènements liés à cette pandémie, dont la première alerte fut lancée de Chine, dans la province de Hubei à Wuhan, en décembre 2019 avant de s'étendre au reste du monde au début de l'année 2020. La Covid-19 est une maladie à coronavirus provoquée par le virus SARS-CoV-2.

Propagation des cas confirmés de SRAS-CoV-2 du 12 janvier 2020 au 16 mai 2022.

Nombre de cas (bleu) et nombre de décès (rouge) dans le monde (lignes pleines) et nombre des nouveaux cas et décès (pointillés).

## 2019

### Mars
- 12 mars : des virologues de l'Université de Barcelone auraient trouvé des traces du SARS-CoV-2 dans des échantillons d'eaux usées de Barcelone, soit près de 9 mois avant sa découverte en Chine[1],[2], suggérant que «On est peut-être confronté à un virus qui est resté en sommeil à travers le monde et a émergé lorsque les conditions environnementales étaient propices à sa croissance».
- Cependant pour le docteur Joan Ramón Villalbí, directeur qualité de l'Agence de santé publique de Barcelone (es) (ASPB)[3],[4], et de la société espagnole de virologie[5], il est possible qu'il y ait eu un faux positif en raison de la similitude de ce coronavirus avec d'autres virus responsables du SARS[6].

### Septembre
Une recherche menée par l'Université de Sienne a montré la présence d'anticorps contre la Covid-19 chez quatre patients lors de la première semaine d'octobre 2019, suggérant ainsi qu'ils avaient été infectés en septembre et que le virus circulait déjà alors dans 5 régions d'Italie.

### Octobre
Un article publié dans Infection, Genetics and Evolution (et repris dans Nature) intitulé «Emergence of genomic diversity and recurrent mutations in SARS-CoV-2» estime que l'épidémie de Covid-19 a commencé entre le 6 octobre et le 11 décembre 2019 (intervalle de confiance à 95%). Les chercheurs ont établi cette première date de début en fonction d'une analyse des arbres génétiques de 7 666 génomes du SRAS-CoV-2 rassemblés à travers le monde,.
À noter la tenue à Wuhan des Jeux mondiaux militaires, «qui ont réuni près de 10 000 athlètes de 100 pays différents, et se sont déroulés du 18 au 27 octobre, soit près de trois semaines avant le premier cas officiellement reconnu de Covid-19, que la Chine a fixé au 17 novembre».

### Novembre
Un autre article publié par cinq chercheurs en maladies infectieuses en Chine au sujet de réseaux sociaux a analysé la prévalence des termes « SRAS », « Feidian » (traduction chinoise de coronavirus), « essoufflement », « dyspnée » et « diarrhée » dans les messages et recherches sur WeChat du 17 novembre 2019 au 31 décembre 2019. Leurs résultats suggèrent « des pics et des incursions anormales dans tous ces mots-clés pendant cette période ». Cela confirmerait, pour les chercheurs et les analystes que le coronavirus a commencé à circuler en Chine plusieurs semaines avant que les premiers cas ne soient officiellement diagnostiqués et signalés,.
Certaines sources font mention de l'apparition du virus en France à Colmar dès la mi-novembre,,. Une recherche réalisée sur des échantillons sanguins collectés dans le cadre de la cohorte épidémiologique Constances conclut également que le virus circulait probablement en France au mois de novembre.

### Décembre
Le 1er décembre, le premier cas de Covid-19 aurait été détecté à Wuhan. Il s'agirait d'un patient de 55 ans tombé malade le 17 novembre 2019 à Wuhan.
Un mois plus tard, le 15 décembre, le nombre de cas s'élève à 27. Le 20 décembre, il est à 60, incluant plusieurs personnes qui travaillent au marché de gros de fruits de mer de Huanan, dans lequel des animaux sauvages vivants sont entreposés et vendus. Elles sont hospitalisées à l'hôpital de Wuhan dans la région du Hubei, en Chine centrale, pour pneumopathie,. Personne ne sait encore si les humains se contaminent entre eux ou non, les malades ayant pu être contaminés par une source animale commune. À ce stade déjà, de nombreux observateurs soupçonnent les autorités chinoises d'avoir voulu étouffer la vérité, il aurait en effet été identifié depuis septembre 2019 selon des documents chinois officiels. Le 21 décembre, un kit diagnostic ciblant vingt-deux germes pathogènes respiratoires (dix-huit virus et quatre bactéries) donnant un résultat négatif, les médecins réalisent qu'ils sont en présence d'un nouvel agent pathogène respiratoire.
Des médecins chinois donnent l'alerte sur le nouveau virus inconnu qu'ils nomment 2019n-CoV. Ils sont très vite mis sous silence par le gouvernement chinois qui espère régler cette affaire en interne mais il s'avère que ce virus ressemble à l'épidémie du SRAS ayant surgi en 2002-2003 en Chine également et qui avait fait au moins 774 morts.
Le virus se propage rapidement sur tout le territoire chinois durant les deux mois suivants : le 30 janvier, la région autonome du Tibet est la dernière région infectée.
Le 31 décembre 2019 : les Centres taïwanais de contrôle des maladies (CDC) notifient par mail l'Organisation mondiale de la santé de la découverte d’une maladie potentiellement dangereuse, avec de grandes similitudes au virus du SRAS à l'origine de l'épidémie de 2003 et se répandant dans la ville de Wuhan. Les autorités taïwanaises choisissent de prendre de premières mesures préventives au niveau national, malgré les appels au calme relayés par l'OMS.

## 2020

### Janvier
- Dans les premiers jours de janvier l'OMS finit par être alertée sur le virus. Les pays qui ont connu le SARS et qui ont tout de suite compris ce qu'était une infection à coronavirus, la Corée du Sud, Taïwan, Singapour, l'Australie, la Nouvelle-Zélande, la Chine ont immédiatement confiné[24]. Plusieurs aéroports mettent en place un dépistage à l'arrivée des avions provenant de Chine. Celui-ci s'effectue par contrôle de la température frontale des voyageurs avec un thermomètre électronique. Cependant, ces mesures ne peuvent enrayer la propagation de l'épidémie en dehors du territoire chinois.
- 5 janvier, le Dr Yong-Zhen Zhang, un virologue chinois qui avait demandé à des collègues de l'hôpital central de Wuhan de lui expédier le liquide pulmonaire d'un patient, et son équipe assemblent le génome du SRAS-CoV-2. D'autres équipes scientifiques en Chine avaient également séquencé le virus. Mais aucune ne l'a rendu public, car le gouvernement chinois avait interdit aux scientifiques de publier des informations à ce sujet. Le Dr Zhang, outrepassant cette interdiction, télécharge le génome du virus dans une base de données publique hébergée par les National Institutes of Health des États-Unis[25].
- 6 janvier, les Centres pour le contrôle et la prévention des maladies des États-Unis (US CDC) communiquent sur les risques d’une épidémie.
- 7 janvier, les autorités chinoises confirment qu'il s'agit bien d'un nouveau virus de la famille des coronavirus, baptisé temporairement « 2019-nCoV »[26], signalent une soixantaine de victimes, et isolent un nouveau type de coronavirus : le SARS-CoV-2 (deuxième coronavirus lié au syndrome respiratoire aigu sévère). Le coronavirus de Wuhan, désigné internationalement sous le terme « 2019 novel Coronavirus » abrégé 2019-nCov, parfois appelé « virus de la pneumonie du marché aux fruits de mer de Wuhan », est le coronavirus à l'origine de l’épidémie de « pneumonie de Wuhan », nom provisoire repris par l'Institut Pasteur, car c'est à l'Organisation mondiale de la santé (OMS) qu'il reviendra de donner son nom définitif à cette nouvelle pathologie[27]. En attendant, la Chine a annoncé la nommer provisoirement « pneumonie à nouveau coronavirus », lui donnant le sigle anglais officiel de NCP (pour novel coronavirus pneumonia)[28].
- 9 janvier: l'OMS lance une alerte internationale.
- 11 janvier : Les autorités sanitaires chinoises annoncent qu'un premier patient atteint du nouveau virus est décédé à Wuhan, ville de Chine centrale[29].
- 13 janvier : en Thaïlande, le premier cas hors de Chine est déclaré. Il s'agit d'une personne venant de Wuhan[30].
- 15 janvier : au Japon, le premier cas est déclaré dans la préfecture de Kanagawa au sud de Tokyo. Il s'agit d'une personne venant de Wuhan[30].
- 17 janvier :
  - Des contrôles sanitaires des passagers en provenance de Wuhan sont introduits dans trois aéroports des États-Unis : New York, Los Angeles et San Francisco[31].
  - Un rapport de recherche de la faculté de médecine de l'Imperial College London (en) estime, sur la base d'une analyse statistique, le nombre de cas à Wuhan d'au moins 1700, alors que 45 cas ont été annoncés[32].
- 20 janvier :
  - Le nombre de cas en Chine est de 201 selon les autorités chinoises. Pour la première fois, des cas sont recensés en dehors de la région de Wuhan : deux dans le district de Daxing et un à Shenzhen[33].
  - En Corée du Sud, le premier cas est déclaré[34].
  - Le premier cas de Covid-19 chez l'enfant au monde est décrit, à Shenzhen en Chine[35].
- 21 janvier : 
  - Aux États-Unis, le premier malade est déclaré à Seattle[36].
  - l'OMS émet son premier rapport journalier sur l'épidémie[37].
  - la Corée du Nord ferme sa frontière avec la Chine[38].
- 22 janvier : Taïwan déclare l'apparition d'un premier cas : une ressortissante taïwanaise revenue d'un séjour à Wuhan[39].
- 23 janvier :
  - L'OMS annonce que la maladie est transmissible entre humains[40].
  - un premier cas est dépisté à Singapour chez un Chinois originaire de Wuhan[41].
  - au Viêt Nam, les deux premiers cas sont déclarés à Hô Chi Minh-Ville[42].
  - le Japon indique l'apparition d'un premier cas de contagion sur son sol. Le patient, originaire de Nara, avait conduit dans un bus deux groupes de touristes chinois originaires de Wuhan[43].
  - Première réunion à l'OMS du Comité d’urgence du Règlement sanitaire international (RSI) concernant la flambée de nouveau coronavirus (2019-nCoV)[44].
- 24 janvier : 
  - En France, les trois premiers malades sont annoncés : deux à Paris et un à Bordeaux. Ces trois patients chinois avaient séjourné à Wuhan[45].
  - L'OMS indique que les modes de transmission de la maladie sont probablement les mêmes que pour d'autres coronavirus : contact direct via les gouttelettes respiratoires éjectées lors de la parole (postillons), la toux et les éternuements ou via des objets contaminés par ces gouttelettes.
- 25 janvier :
  - Népal, le premier cas de contamination est authentifié[46].
  - Canada, le premier cas est identifié à Toronto, en Ontario. L'homme aurait visité la ville de Wuhan quelques jours avant de contracter le virus[47].
  - Australie, le premier cas confirmé est annoncé le 25 janvier ; le malade aurait voyagé de Canton à Melbourne. Il s'agit du premier malade océanien[48].
  - le Grand Prix de Denain est reporté[49].
- 26 janvier: la Commission nationale de la santé de Chine annonce que le nouveau virus a une période d’incubation pouvant aller jusqu’à deux semaines, et surtout que la contagion est possible durant la période d’incubation[50]. De ce fait, s'il ne fait pas l'objet d'une politique de détection systématique et précoce, il est susceptible de se répandre avec une croissance exponentielle.
- 27 janvier :
  - le premier cas est détecté au Cambodge, chez un touriste chinois à Sihanoukville[51].
  - le premier cas avéré au Sri Lanka est détecté chez une ressortissante chinoise arrivée peu de temps auparavant[52].
  - le Tour de Hainan est annulé[53].
- 28 janvier :
  - l'Allemagne fait savoir qu'elle a observé un cas de contamination inter-humaine sur son sol[54].
  - Le premier cas de contamination au Proche-Orient est détecté à Dubaï dans les Émirats arabes unis, au sein d'une famille rentrée d'un séjour à Wuhan[55].
  - Premier cas de contamination entre individus, en Allemagne[56]. C'est un cas de transmission du virus par une personne asymptomatique[57].
- 29 janvier : 
  - premier cas constaté en Finlande, enregistré dans la ville de Rovaniemi chez une touriste chinoise[58].
  - les Championnats du monde d'athlétisme en salle sont reporté d'un an[59].
- 30 janvier :
  - l'Inde recense son premier cas chez un étudiant ayant séjourné à Wuhan[60].
  - les Philippines confirment le 30 janvier l'apparition d'un cas chez une Chinoise[61].
  - premier cas de contagion sur le sol américain. Il s'agit une femme ayant séjourné en Chine qui, à son retour, a contaminé son époux resté au domicile conjugal[62].
  - l'Italie déclare avoir deux touristes chinois atteints du virus sur son territoire[63].
  - l'OMS se résout à déclarer l'état d'urgence de santé publique de portée internationale : « Le Directeur général a déclaré que la flambée épidémique due au 2019-nCoV constitue une USPPI, a accepté l’avis du Comité et a émis cet avis en tant que recommandations temporaires au titre du RSI. »[64]
  - la Russie ferme sa frontière avec la Chine[65].
- 31 janvier :
  - deux premiers cas en Russie, l'un dans l'oblast de Tioumen, dans l'Oural, l'autre dans le kraï de Transbaïkalie en Extrême-Orient russe[66].
  - le Royaume-Uni confirme deux cas en Angleterre[67].
  - premier cas en Suède, enregistré à Jönköping. Il s'agit d'une femme qui était rentrée en Suède le 24 janvier après un séjour à Wuhan[68].
  - l'Espagne confirme l'apparition d'un premier cas de contamination dans le pays sur l'île de La Gomera aux Canaries, chez une personne de nationalité allemande[69].

### Février
- 1er février : 

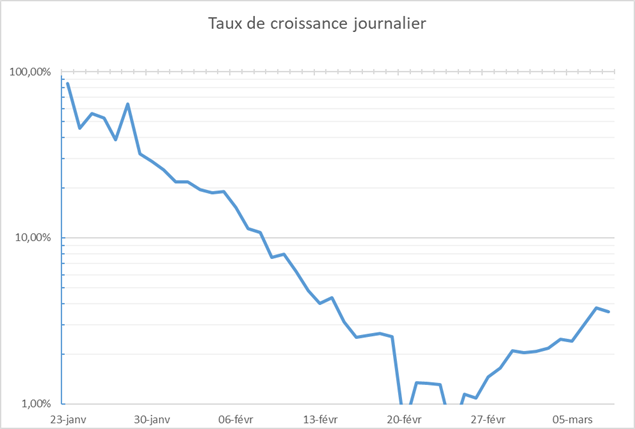
Taux de croissance journalier du nombre mondial de victimes. Jusqu'au 20 février 2020, la logique prédominante est la maîtrise progressive de la contagion, majoritairement chinoise. À partir de fin février, la logique dominante est la perte de contrôle au niveau mondial, accélérant la contagion.

  - la Malaisie enregistre ses trois premiers cas. Les personnes infectées font partie de l'entourage du premier cas enregistré à Singapour une semaine plus tôt[70].

le Masters de Chine est reporté.
- 2 février : premier décès hors de Chine aux Philippines[72].
- 3 février :la Micronésie ferme ses frontières aux pays où le virus est présent[73].
- 4 février :
  - un des Belges rapatriés deux jours plus tôt de Wuhan est testé positif au virus. La personne ne présente pas de symptôme et semble être en bonne santé[74].
  - au Japon, l'épidémie gagne le Diamond Princess, un navire de croisière qui est mis en quarantaine dans le port de Yokohama. La maladie semble être arrivée sur le bateau avec un homme de 80 ans embarqué à Hong Kong le 25 janvier.
- 9 février : onze cas répertoriés en France, dont cinq britanniques en séjour aux Contamines-Montjoie (Haute-Savoie), qui auraient été contaminées par un superinfecteur[réf. nécessaire], hospitalisées dans la région[75].
- 11 février :
  - deux nouveaux confirmés en Allemagne, soit seize dans ce pays, plusieurs ayant été contaminés en Allemagne en différentes circonstances[76].
  - L'OMS nomme officiellement la maladie : « maladie à coronavirus 2019 (Covid-19) »[77],[78]. Le virus est lui nommé : « coronavirus 2 du syndrome respiratoire aigu sévère (SARS-CoV-2) »[78].
- 13 février : le Japon enregistre son premier décès dû à la Covid-19[79].
- 14 février : en Égypte, le ministère de la Santé annonce le premier cas du pays[80] et par conséquent du continent africain[81]. Il ne s'agit pas d'un Égyptien, mais d'un touriste chinois[81].
- 15 février : en France, premier décès hors d'Asie, et donc le premier d'Europe ; un touriste chinois, octogénaire, hospitalisé à l'hôpital Bichat-Claude-Bernard (Paris)[82].
- 16 février : le paquebot MS Westerdam est interdit d'accoster par plusieurs pays qui craignent que des passagers ne soient infectés par le coronavirus. Le Cambodge accepte finalement de laisser les passagers débarquer sur son territoire pour ensuite rejoindre leur vingtaine de pays d'origine. Cependant la Malaisie annonce le 16 février qu'une des passagères est testée positive au coronavirus, et craint que d'autres passagers débarqués ne soient eux aussi infectés[83],[84]. Le docteur William Schaffner, spécialiste des maladies infectieuses à l’université Vanderbilt, Nashville (Tennessee), affirme que « nous avons anticipé des pépins, mais je dois vous dire que nous n'en avons pas anticipé de cette magnitude » et comme plus de 1 200 passagers potentiellement infectés retournent dans leurs pays, « ceci pourrait être un tournant » ; la meilleure solution selon des experts interrogés par le New York Times serait d'identifier tous les passagers sortis de ce bateau et de les mettre en quarantaine[85].
- 17 février : rassemblement évangélique de 4 jours de 2 500 personnes venues de toute la France à Mulhouse en Alsace[86], point de départ du grand foyer de contagion dans le Haut-Rhin et les départements frontaliers.
- 19 février :
  - « match zéro » de la pandémie italienne selon les médecins, en Ligue des champions de football entre Bergame et Valence, le tiers de la ville de Bergame festoie dans Milan au contact des supporters espagnols et repart en cars et voitures bondées[87],[88].
  - l'Iran reconnaît le décès à Qom de deux personnes âgées contaminées par le virus, quelques heures après avoir admis qu'il s'agissait des premiers cas dans le pays[89].
  - le cap des deux mille morts est franchi en Chine.
- 20 février :
  - la Corée du Sud déclare cinquante cas supplémentaires et un premier décès ; elle atteint désormais 104 cas. La moitié des cas d'infection vient du mouvement Shincheonji.
  - deux anciens passagers du Diamond Princess sont déclarés morts au Japon[90].
- 21 février :
  - la Corée du Sud déclare cent cas supplémentaires ; elle atteint désormais 204 cas.
  - en Italie, premier décès d'un Européen ne s'étant jamais rendu en Chine. Dix-huit villes de Lombardie et une de Vénétie interdisent l'accès à leurs lieux publics[91]. Dix-neuf cas déclarés.
  - Israël confirme l'apparition du premier cas sur son territoire : il s'agit d'une personne passagère du paquebot Diamond Princess qui a été rapatriée durant la semaine[92].
  - le Liban confirme également son premier cas sur une femme de 45 ans arrivant d'Iran.
- 22 février :
  - la Corée du Sud déclare 229 cas supplémentaires ; elle atteint désormais 433 cas.
  - l'Italie déclare trente-deux cas supplémentaires et un deuxième décès ; elle atteint désormais 51 cas.

- 23 février :
  - la Corée du Sud déclare 169 cas ; elle atteint désormais 602 cas[93].
  - le Japon reconnaît que 23 passagers du Diamond Princess ont échappé aux contrôles[94].
  - l'Italie annonce la mort d'un troisième patient et plus de 100 nouvelles personnes infectées. Avec près de 150 cas avérés, l'Italie est le pays d'Europe le plus touché par l'épidémie[95].
  - en France, le ministre de la santé, annonce « l'activation » de 70 hôpitaux afin d’en avoir au moins un par département en métropole, 70 sièges de Samu deviennent ainsi associés aux 38 CHU mobilisés[96].
  - l'Afghanistan, l'Arménie et le Pakistan ferment leurs frontières avec l'Iran[97].
- 24 février :
  - l'Irak, le Koweït, Bahreïn et l'Afghanistan déclarent chacun un premier cas. En Irak, la personne contaminée serait un étudiant en religion iranien âgé résidant dans la ville sainte chiite de Nadjaf, malgré le fait que le pays ait déjà interdit les voyages avec son voisin iranien[98]. Tandis qu'à Oman ce sont deux cas qui ont été confirmés[99].
  - le ministre français de la Santé Olivier Véran annonce dans la soirée qu'il n'y a plus aucun patient hospitalisé ni de malade identifié en France[100].
- 25 février :
  - la Suisse (au Tessin) et la Croatie enregistrent un premier cas chacun, alors que l'Autriche connaît ses deux premiers cas[101].
  - en Espagne, alors que les premiers cas se limitaient jusqu'ici aux régions insulaires des Canaries et l'île de Majorque aux Baléares, une première contamination est confirmée sur la péninsule Ibérique elle-même à Barcelone en Catalogne. La patiente avait voyagé quelques jours auparavant dans le nord de l’Italie[102].
  - deux nouveaux cas détectés en France alors qu'il n'y avait plus aucun malade hospitalisé la veille au soir[103].
  - l'Italie enregistre son onzième décès, tandis que trois nouvelles régions sont infectées par l'épidémie (la Toscane, la Ligurie et la Sicile) malgré les mesures de confinement prises dans le nord du pays[104].
  - le premier cas est détecté en Algérie[105], chez un ressortissant italien arrivé dans le pays le 17 février. C'est le second pays africain touché par l'épidémie après l'Égypte[106].
  - en Iran, le vice-ministre de la Santé Iraj Harirchi et un parlementaire réformiste, Mahmoud Sadégui, sont détectés positifs au coronavirus[107].
- 26 février :
  - le Brésil annonce son premier cas de contamination. Il s'agit un patient de 61 ans ayant récemment voyagé en Italie après un signalement réalisé par un hôpital de São Paulo. Avec l'Afrique subsaharienne, l'Amérique latine restait l'une des dernières régions du monde a ne pas avoir été touchée par l'épidémie[108].
  - la Grèce déclare également un premier cas sur son territoire. Il s'agit d'une femme de 38 ans ayant voyagé récemment en Italie du Nord. Elle a été hospitalisée à Thessalonique[109].
  - la Macédoine du Nord enregistre aussi son premier cas chez une femme arrivée récemment d'Italie[110].
  - la Roumanie et la Norvège confirment aussi chacun un cas. En Roumanie, il s'agit d'un homme de 71 ans admis dans une hôpital de Bucarest après avoir été en contact avec un Italien ayant récemment séjourné dans le pays. Tandis qu'en Norvège, la patiente originaire de Tromsø venait de rentrer de Chine[111].
  - le Pakistan annonce ses deux premiers cas[112].
  - la Géorgie enregistre également un premier cas chez un patient revenant d'Iran après avoir transité par l'Azerbaïdjan. Celui-ci a été hospitalisé à Tbilissi[113].
  - Premier français mort de cette épidémie, dans la nuit du 25 au 26 février à l'hôpital de la Pitié-Salpétrière à Paris, un enseignant à Crépy-en-Valois dans l'Oise âgé de 60 ans qui ne s'était jamais rendu dans une zone d'exposition à risque[114]. Un chauffeur de la base militaire de Creil est en réanimation. Tous deux sont les premières victimes du grand foyer de contagion dans l'Oise, le Val d'Oise et les départements frontaliers.
  - un douzième décès est annoncé en Italie, en Émilie-Romagne[115].
  - selon l’OMS, il y a désormais plus de cas quotidiens déclarés hors de la république populaire de Chine que dans ce pays[116].
  - l'Open de Pologne de badminton est repoussé[117].
- 27 février :
  - le Danemark et l'Estonie annoncent un premier cas chacun sur leur territoire. Le cas estonien est un Iranien résidant en Estonie[118]. Le cas danois est un patient rentré trois jours auparavant d'un séjour aux sports d'hiver en Lombardie. Sa femme et son fils qui l'accompagnaient pendant ce voyage ont été testés négatifs et sont confinés à leur domicile, mais restent en contact quotidien avec l’hôpital de Roskilde[119].
  - un premier cas est signalé aux Pays-Bas à Tilbourg, le patient s'étant rendu en Lombardie[120].
  - un cas est identifié à Saint-Marin[121].
  - le Nigeria confirme le premier cas apparu en Afrique subsaharienne qui devient dès lors la dernière région du monde à être gagnée par l'épidémie. Il s'agit d'un ressortissant italien travaillant à Lagos ayant fait un séjour à Milan[122].
  - vingt cas supplémentaires sont enregistrés en France en l'espace de 24 heures, faisant passer le nombre de patients ayant bénéficié d'un test et infectés de 18 à 38 personnes. Douze de ces nouveaux cas sont localisés dans le département de l'Oise dont trois sur la base aérienne 110 à Creil[123].
  - la Suisse annonce huit cas positifs liés au coronavirus, un au Tessin, un dans le canton de Vaud de nationalité française, une femme dans le canton d'Argovie, un homme de 26 ans dans le canton de Zurich, un cas à Genève, une femme à Bâle et deux cas dans les Grisons, tous sont en lien avec la pandémie en Italie[124],[125].
  - le nombre de cas en Italie est désormais de 650, avec 17 morts, dépassant le nombre de morts en Corée du Sud[126].
  - en Iran, la vice-présidente chargée des Femmes et des Affaires familiales, Masoumeh Ebtekar, a été testée positive au coronavirus[127].
  - L'auteur chilien Luis Sepúlveda est hospitalisé à Oviedo, en Espagne. Lui et son épouse, la poétesse Carmen Yáñez, sont diagnostiqués positifs au Covid-19[128],[129].
  - L'OMS publie un guide sur les mesures préventives destinées à freiner l'épidémie[130].
  - les deux dernières étapes du Tour des Émirats arabes unis sont annulées[131].

- 28 février :
  - la Nouvelle-Zélande confirme son premier cas chez une personne récemment rentrée d'Iran via Bali. Âgée d'une soixantaine d'années, la patiente a été hospitalisée à Auckland[132].
  - Un premier cas de coronavirus est détecté au Québec, au Canada. La sûreté affirme que la malade est en isolement chez elle. Toutefois, 4 autres cas sont décelés le lendemain matin.
  - un premier cas est également enregistré en Lituanie chez une femme de 39 ans, rentrée de Vérone et qui a été placée à l'isolement à l'hôpital à Siauliai[133].
  - la Biélorussie et l'Azerbaïdjan confirment l'apparition de leurs premiers cas[134]. En Biélorussie, il s'agit d'un étudiant iranien arrivé via l'Azerbaïdjan la semaine dernière. Les personnes avec lesquelles il a été en contact depuis son arrivée dans le pays le 22 février ont été placées en quarantaine à l’hôpital pour les maladies infectieuses de Minsk[135]. En Azerbaïdjan, le patient infecté est un ressortissant russe en provenance d'Iran[134].
  - apparition du premier cas au Mexique sur un jeune homme résidant à Mexico[136].
  - premier cas en Islande chez un patient de retour d’Italie, mais ayant séjourné « hors d’une zone à risque »[137].
  - un premier cas est signalé à Monaco. Le patient a été placé à l'isolement dans la matinée au centre hospitalier Princesse-Grace, avant d'être transféré vers le service d'infectiologie du CHU de Nice, conformément aux dispositions convenues entre les deux pays. Celui-ci n'a donc pas été comptabilisé parmi les 19 nouveaux cas recensés en France dans la journée[138].
  - l'OMS considère le risque international comme « très élevé »[139].
  - à Hong Kong, après avoir été positif, le chien d'une femme atteinte du coronavirus a été placé en quarantaine même « s’il n'existe aucune preuve que des animaux comme des chats ou des chiens pourraient transmettre le virus à l'homme ». L'animal ne présente aucun symptôme de la maladie[140].
  - la France enregistre 57 cas, soit 19 de plus que 24 heures auparavant. 18 de ces cas sont localisés dans l'Oise[141].
  - l'Allemagne reconnaît 67 cas de personnes hospitalisées et 37 cas sont détectés dans l'arrondissement de Heinsberg en Rhénanie-du-Nord-Westphalie. Tous les établissements scolaires sont fermés dans cet arrondissement et un millier de personnes près de la frontière néerlandaise doivent rester confinées à domicile, ainsi que 1 500 personnes à Düsseldorf[142], des patients sont également soignés en Bavière, dans le Bade-Wurtemberg, en Hesse, à Hambourg, etc.
- 29 février :
  - l'Équateur annonce son premier cas chez une septuagénaire équatorienne qui revenait d'Espagne. C'est le troisième pays d'Amérique latine touché par l'épidémie[143].
  - le Qatar déclare un premier cas chez un citoyen qatari de 36 ans revenant d'un séjour en Iran[144].
  - le Luxembourg recense son premier cas chez un patient âgé d’une quarantaine d’années qui avait séjourné en Italie et qui est rentré par avion en passant par l’aéroport de Charleroi (Belgique)[145].
  - un premier cas est également annoncé en Irlande chez un patient de retour d'un voyage dans le nord de l'Italie. Il s'agit du deuxième cas enregistré sur l'île d'Irlande après celui d'Irlande du Nord recensé parmi les cas au Royaume-Uni[146].
  - la Corée du Sud annonce 594 cas supplémentaires[147], passant à 3 150 cas et toujours 17 morts.
  - la barre des 100 cas est atteinte en France, elle est annoncée par Jérôme Salomon, le directeur général de la Santé, à 19 h[148].
  - la barre des 1 000 cas est dépassée en Italie, avec 1 128 cas déclarés dont 615 en Lombardie, 217 en Émilie-Romagne, 191 en Vénétie et 29 morts, dont 23 en Lombardie[149].
  - les États-Unis enregistrent leur premier décès sur leur sol. Il s'agit d'une patiente d’une cinquantaine d’années morte dans le comté de King dans l’État de Washington[150].

### Mars
- 1er mars :
  - un premier cas est enregistré en Arménie chez un citoyen arménien récemment revenu d'Iran[151].
  - un deuxième cas d’infection au Covid-19 est avéré en Belgique. Le patient a été testé samedi soir à Anvers et aurait séjourné en France[152].
  - les premiers trois cas de coronavirus Covid-19 en France d'outre-mer ont été diagnostiqués dans les petites Antilles : l'un sur l'île de Saint-Barthélemy où le patient a été confiné à son domicile, tandis que ses parents ont été hospitalisés à Saint-Martin. Ces derniers, après être venus rendre visite à leur fils, s'apprêtaient à prendre un vol en partance pour Paris depuis l'aéroport international Princesse-Juliana (dans la partie néerlandaise de l’île de Saint-Martin). Ils ont été remis aux autorités françaises car ils présentaient des symptômes du coronavirus[153]. Avec le premier cas annoncé le même jour en République dominicaine chez un ressortissant français de 56 ans[154], il s'agirait des premiers cas de contamination enregistrés dans les Antilles.
  - trois cas sont recensés en Tchéquie sur des patients (deux hommes de nationalité tchèque et une femme de nationalité américaine) ayant séjourné en Italie du Nord[155].
  - la Thaïlande enregistre un premier décès[156].
  - l'Australie enregistre son premier mort de la Covid-19[157].
  - Saint-Marin enregistre un premier décès[158].
  - la Turquie rouvre ses frontières avec la Syrie et l'Union européenne[159].
  - le Grand Prix moto du Qatar est annulé[160].

- 2 mars :
  - l'Indonésie confirme ses deux premiers cas chez des patientes qui ont été hospitalisées à Jakarta[161].
  - l'Andorre annonce son premier cas chez un patient de 20 ans revenant d'Italie[162].
  - le Portugal enregistre ses deux premiers cas à Porto sur un patient de 60 ans revenu d'un voyage en Italie du Nord et un autre de 33 ans ayant voyagé en Espagne[163].
  - la Jordanie annonce un premier cas chez un patient revenu d'Italie depuis une quinzaine de jours[164].
  - l'Arabie Saoudite enregistre son premier cas sur un patient arrivant de Bahreïn. Le royaume saoudien est le dernier des États arabes du Golfe à être touché par l'épidémie[165].
  - la Tunisie déclare son premier cas chez un ressortissant tunisien résidant en Italie[166].
  - le Sénégal enregistre également son premier cas chez un ressortissant français ayant séjourné en France en février. Il s'agit du deuxième pays d'Afrique subsaharienne à être touché par le virus après le Nigeria[167].
  - la Lettonie déclare aussi son premier cas[168]. Il s'agit du dernier des pays baltes à être touché par l'épidémie.
  - le Maroc déclare son premier cas chez un ressortissant marocain résidant en Italie[169].
  - le Grand Prix moto de Thaïlande est reporté[170].

- 3 mars :
  - l'Ukraine annonce son premier cas de contamination chez un patient rentré d'un séjour en Italie, après avoir transité par la Roumanie. Il a été hospitalisé à Tchernivtsi[171].
  - un premier décès est déclaré en Espagne à Valence d'après des analyses post mortem[172].
  - l'Argentine et le Chili annoncent chacun leurs premiers cas[173].
  - le Liechtenstein annonce son premier cas chez un patient ayant effectué un séjour en Suisse[174].
  - le Tour du Maroc est annulé[175].

- 4 mars :
  - la Pologne enregistre son premier cas[176].
  - la Hongrie confirme ses deux premiers cas chez deux étudiants iraniens[177].
  - la Guyane confirme ses cinq premiers cas[178].
  - la Slovénie annonce son premier cas chez un homme de 60 ans rentré du Maroc via l'Italie[177].

- 5 mars :
  - le cap des 3 000 morts est franchi en Chine continentale[179].
  - l'Afrique du Sud annonce son premier cas dans la province du KwaZulu-Natal chez un patient de 38 ans revenu récemment d'un séjour en Italie[180].
  - la Bosnie-Herzégovine confirme ses deux premiers cas, en république serbe de Bosnie, où les deux patients (un père et son fils) ont été admis à l'hôpital de Banja Luka[181].
  - en Palestine, les autorités ont décrété l'état d'urgence sur tout le territoire pour une durée de trente jours, après la découverte des premiers cas de contamination dans le secteur de Bethléem[182].
  - l'Irak déplore ses trois premiers décès de la Covid-19[183].
  - le Grand Prix moto de Thaïlande est reporté au 2, 3 et 4 octobre et le Grand Prix moto d'Aragon est reporté au 25, 26 et 27 septembre [184].
  - les Strade Bianche sont annulés[185].

- 6 mars :
  - le Vatican enregistre son premier cas[186].
  - le Bhoutan annonce son premier cas chez un patient âgé arrivé d'Inde[187].
  - la Serbie fait état d'un premier cas chez une personne rentrée d'un séjour à Budapest en Hongrie[188].
  - la Slovaquie annonce son premier cas chez un patient rentré d'un voyage à Venise[189].
  - le Cameroun confirme son premier cas chez un ressortissant français rentré à Yaoundé le 28 février[190].
  - le Pérou annonce un premier cas chez un patient ayant récemment voyagé en Europe dans des pays infectés (France, Espagne et Tchéquie)[191].
  - la Colombie annonce son premier cas chez un jeune homme de 19 ans ayant voyagé à Milan[192].
  - le Togo confirme son premier cas chez une patiente de 42 ans originaire de Lomé ayant voyagé récemment au Bénin, en Allemagne, en France et en Turquie[193].
  - le Costa Rica confirme son premier cas chez une patiente de 49 ans revenant de New York avec son mari, ville où elle aurait été en contact avec des personnes contaminées. C'est le premier cas confirmé en Amérique centrale[194].
  - le Royaume-Uni annonce son premier décès[195].
  - la Suisse enregistre son premier décès de la Covid-19[196].
  - les Pays-Bas enregistre un premier décès[197].
  - les Championnats du monde de semi-marathon sont reportés au 17 octobre[198].
  - la Milan-San Remo est annulée[199].
  - le Grand Prix de l'industrie et de l'artisanat  de Larciano est annulé[200].
  - la Semaine internationale Coppi et Bartali est annulée[201].
  - le Tirreno-Adriatico, le Milan-San Remo et le Tour de Sicile sont reportés[202].
  - le GP Gorenjska est annulé[203].
  - les  Hammer Series sont annulées[204].

- 7 mars :
  - l'île de Malte enregistre son premier cas chez une jeune Italienne de 12 ans arrivée de Rome après un voyage en Italie du Nord[205].
  - la Bulgarie confirme deux premiers cas de contamination chez un homme de 27 ans originaire de Pleven et une femme de 75 ans de Gabrovo. Les deux patients n'avaient pas voyagé à l'étranger[206].
  - la Moldavie annonce son premier cas chez une patiente de 48 ans rentrée d'Italie[207].
  - le Paraguay fait également état d'un premier cas chez un patient de 32 ans arrivé d’Équateur au début du mois de mars.
  - l'Argentine enregistre un premier décès[208].

- 8 mars :
  - les Maldives enregistrent leurs deux premiers cas chez deux employés d'hôtel[209].
  - le Bangladesh confirme ses trois premiers cas dont deux revenaient d'Italie, le troisième étant un membre de leur entourage familial[210].
  - l'Égypte annonce son premier décès[211].

- 9 mars :
  - l'Albanie confirme ses deux premiers cas chez un père et son fils revenus d'un séjour en Italie[212].
  - la Tunisie annonce l'enregistrement de trois nouveaux cas de contamination[213], des mesures ont été annoncées dans la soirée à la suite d'un conseil de sécurité nationale ; la limitation des transports avec l'Italie et la suspension des cours dans tous les établissements scolaires et universitaires à partir du 12 mars.
  - le cap des cinq cents morts est franchi en Europe.
  - Chypre confirme ses deux premiers cas chez deux citoyens, l'un revenant d'un voyage à Milan et l'autre, un professionnel de santé, ayant récemment voyage au Royaume-Uni. C'est le dernier pays de l'Union européenne à être touché[214]. L'annonce du bureau des médias et de l'information concerne uniquement la « république de Chypre », seule reconnue par la communauté internationale et membre de l'Union européenne qui contrôle les deux tiers sud de l'île (population à majorité grecque), tandis que la Turquie occupe le tiers nord, où a été proclamée la république turque de Chypre-nord (RTCN)[215].
  - le Brunei enregistre son premier cas[216].
  - le Canada annonce son premier décès ayant eu lieu la veille, le 8 mars. Il s'agit d'une personne âgée dans une maison de retraite de Colombie-Britannique[217].
  - l'Italie décide de mettre tout le pays en confinement et ses 60 millions d'habitants. C'est la première fois dans l'histoire qu'une quarantaine bloque tout un pays dans un contexte épidémique.
  - le Burkina Faso constate ses deux premiers cas chez un couple rentré d'un séjour en France[218].
  - l'Allemagne enregistre ses deux premiers décès[219].
  - les Jeux d'hiver de l'Arctique sont annulés[220].

- 10 mars :
  - la Mongolie enregistre son premier cas chez un Français travaillant dans le pays[221].
  - le Panama constate son premier cas chez une patiente de retour d'un séjour à Madrid[222].
  - le Maroc annonce son premier décès[223].
  - la république démocratique du Congo annonce son premier cas chez un ressortissant congolais résidant en France[224].
  - la république turque de Chypre du Nord enregistre son premier cas chez une touriste allemande[225].
  - la Grèce ferme tous ses établissements scolaires[226].
  - la Turquie signale son premier cas, un citoyen turc revenu d'un voyage en Europe[227].
  - la Jamaïque enregistre son premier cas chez une patiente qui avait voyagé au Royaume-Uni[228].
  - la Bolivie confirme ses deux premiers cas chez deux femmes de 60 et 64 ans ayant voyagé en Italie[229].
  - le Honduras annonce ses deux premiers cas[230].
  - la Slovénie ferme ses frontières avec l'Italie[231].
  - le Liban enregistre son premier de la Covid-19[232].
  - le Grand Prix moto des Amériques est reporté au 13 et 15 novembre[233].
  - le Tour de l'Alentejo est annulé[234].
  - le Tour de Normandie est annulé[235].

- 11 mars :
  - l'OMS considère l’épidémie de Covid-19 comme une pandémie[236].
  - L'Autriche ferme ses frontières avec l'Italie[231].
  - Pékin impose une quarantaine de deux semaines pour tout étranger arrivant dans la capitale[231].
  - la Corée du Nord déclare que 180 de ses soldats ont succombé au coronavirus et que plusieurs milliers de ces derniers sont en quarantaine. On ignore, par contre, le nombre précis de cas testés et positifs[237].
  - la Pologne et l'Ukraine ferment tous leurs établissements scolaires, universitaires et culturels (salles de spectacles, musées, etc.) pour au moins deux semaines[238].
  - l'Espagne passe la barre des 2 000 cas avec 47 morts[239].
  - la Belgique annonce d'abord un premier mort puis deux nouveaux morts (3 au total), ainsi que l'Indonésie (chez une personne de nationalité étrangère)[240].
  - la Suède déclare un premier mort et le Qatar annonce 238 cas supplémentaires[231].
  - la France annonce sa plus grande augmentation de cas de Covid-19 en 24 heures avec près de 500 cas supplémentaires, portant le bilan à 2 281 cas sur le territoire et annonce 15 décès de plus faisant 48 décès.
  - Saint-Vincent-et-les-Grenadines confirme son premier cas chez une patiente revenant du Royaume-Uni[241].
  - L'île de la Réunion est touchée à son tour : « La préfecture et l’Agence régionale de la santé confirment un premier cas de coronavirus-covid19 à La Réunion. »[242]
  - l'Irlande enregistre un premier décès[243]
  - la Bulgarie enregistre un premier décès[244]
  - l'Albanie enregistre un premier décès[245]
  - le Panama enregistre un premier décès[246]
  - le Guyana enregistre un premier décès[247]
  - le Guyana enregistre son premier cas chez une patiente décédée le jour même, après son retour d'un séjour aux États-Unis[248].
  - le Grand Prix moto d'Argentine est reporté au 22 et 20 novembre[249].
  - les Championnats du monde de descente de canoë-kayak sont annulés[250].
  - le Classica da Arrábida est annulé[251].

- 12 mars :
  - l'Italie renforce ses mesures de quarantaine en fermant tous ses commerces, cafés et restaurants à l'exception des magasins d'alimentation et des pharmacies.
  - les États-Unis annoncent interdire leur territoire aux voyageurs ayant fréquenté l'espace Schengen dans les 14 jours précédant le 13 mars à minuit. Cette mesure ne concerne pas les résidents ayant une carte verte et s'étant soumis aux tests médicaux. Elle est en vigueur pour une durée de 30 jours.
  - après l'Italie, la Pologne, la Grèce, la République tchèque, la Roumanie, le Danemark, l'Irlande ou encore l'Ukraine, trois pays européens de plus ferment leurs établissements scolaires. La France, la Lituanie et la Belgique annoncent la fermeture, à partir du lundi 16 mars, de toutes leurs écoles, crèches et universités. La Lituanie annonce également l'interdiction des rassemblements de plus de 100 personnes. La Belgique ne ferme pas ses crèches, mais ferme tous les cafés et restaurants. Et les magasins non essentiels le week-end[252].
  - Cuba annonce ses trois premiers cas chez des touristes italiens ayant séjourné à Trinidad sur la côte sud de l'île[253].
  - Trinidad-et-Tobago enregistre son premier cas[254].
  - la Côte d'Ivoire fait état de son premier cas chez un Ivoirien ayant séjourné en Italie[255].
  - le Ghana confirme ses deux premiers cas chez deux personnes arrivant respectivement de Norvège et de Turquie[256].
  - le Gabon fait état de son premier cas chez un Gabonais revenu de France[257].
  - le cap des 1 000 morts est franchi en Italie.
  - l'Inde enregistre son premier décès[258].
  - l'Algérie enregistre un premier décès de la Covid-19[259].
  - l'Autriche enregistre un premier décès de la Covid-19[260].
  - la Norvège a enregistré son premier décès de la COVID-19[261].
  - la Grèce enregistre un premier décès[262].
  - l'Azerbaïdjan signale un premier décès[263].
  - l'Équateur enregistre un premier décès[264].
  - le Luxembourg enregistre un premier décès[265].
  - la Pologne enregistre un premier décès[266].
  - le Grand Prix d'Australie est annulé[267].
  - les 1 000 Miles de Sebring sont annulées[268].
  - le Gand-Wevelgem et le Grand Prix E3 sont annulés[269].
  - la Nokere Koerse, la Bredene Koksijde Classic et la Classic Bruges-La Panne sont annulés[270].
  - le Cholet Agglo Tour est annulé[271].
  - l'Istrian Spring Tour est annulé[272].
  - le Circuit cycliste Sarthe-Pays de la Loire est annulé[273].
  - le Tour de Bretagne (cyclisme) est annulé[274].

- 13 mars :
  - l'OMS déclare que désormais « l'Europe est à l'épicentre de la pandémie »[275].
  - le Kenya enregistre son premier cas chez une ressortissante kényane de retour d'un séjour aux États-Unis[276].
  - l'Éthiopie annonce son premier cas chez un ressortissant japonais en provenance du Burkina Faso[277].
  - le Soudan fait état de son premier cas chez un ressortissant soudanais décédé, arrivé peu avant des Émirats arabes unis[278].
  - la Mauritanie enregistre son premier cas chez un étranger arrivé d'Europe[279].
  - la Guinée confirme un premier cas chez une ressortissante belge[280].
  - le Kazakhstan annonce ses trois premiers cas chez deux patients venant d'Allemagne et un ayant séjourné en Italie[281].
  - le Guatemala annonce son premier cas. Il s'agit d'un patient revenant d'Italie[282].
  - le Suriname enregistre son premier cas chez un patient rentré des Pays-Bas[283].
  - l'Uruguay enregistre ses quatre premiers cas chez des personnes ayant voyagé dans le nord de l'Italie[284].
  - Antigua-et-Barbuda[285], Sainte-Lucie[286] et Saint-Vincent-et-les-Grenadines[287] annoncent chacun un premier cas chez des patientes arrivées du Royaume-Uni.
  - le Kosovo confirme deux premiers cas, deux patients arrivés d'Italie dont un ressortissant italien[288].
  - tout rassemblement de plus de 100 personnes est interdit en France[289].
  - deuxième cas recensé en république démocratique du Congo chez un patient d'origine camerounaise.
  - le Portugal décrète l'état d'urgence. L'Espagne fait de même pour le 14 mars. Ce pays a dépassé la barre des 4 000 cas et des 100 morts[290].
  - après la Tchéquie et la Slovaquie, c'est au tour de l'Ukraine et de Chypre de fermer leurs frontières aux étrangers[291].
  - au Canada, les provinces de l'Ontario et du Québec ferment écoles, cégeps, et universités pendant deux semaines pour limiter la propagation du Covid-19.
  - le Danemark ferme également ses frontières terrestres, maritimes et aériennes[292] jusqu'au 12 avril au moins.
  - aux États-Unis, Donald Trump déclare l'état d'urgence nationale au vu de la situation sanitaire liée au coronavirus[293].
  - la Russie annonce restreindre les vols en provenance et en direction de l'Union européenne.
  - la Pologne ferme ses frontières aux étrangers[294]. Tous les restaurants, les bars et les clubs seront fermés dès le lendemain mais pourront faire des livraisons à domicile. Tous les rassemblements de plus de 50 personnes, y compris les messes, dans ce pays très catholique, sont également interdits pour deux semaines[295].
  - la Suisse réintroduit, au cas par cas, des contrôles Schengen à toutes ses frontières[296].
  - l'Ukraine décide de fermer toutes les liaisons aériennes à partir du 17 mars[297].
  - l'Ukraine enregistre enregistre un premier décès[298].
  - le Soudan enregistre un premier décès[299].
  - le Rallye d'Argentine est reporté[300].
  - l'Open d'Inde (badminton) est annulé[301].
  - l'Open de Singapour (badminton) est annulé[302].
  - l'étape  de la  Coupe du monde de canoë-kayak à Markkleeberg est annulé et l'étape de la Coupe du monde de canoë-kayak à Solkan est reporté[303].
  - la course cycliste Route Adélie  de Vitré n'aura pas lieu à la date prévue[304]
  - la dernière étape de la course Paris-Nice[305].
  - le Tour of the Gila est annulé[306].
  - la Roue Tourangelle est reporté[307].
  - le Circuit des Ardennes international est annulé[308].

- 14 mars :
  - l'Arabie saoudite et le Maroc ferment toutes leurs liaisons maritimes et aériennes[309].
  - le Venezuela confirme ses deux premiers cas chez des patients s'étant rendu en Europe et aux États-Unis[310]. Il s'agit du dernier pays d'Amérique du Sud à être affecté par la pandémie.
  - la république du Congo confirme son premier cas chez un Franco-congolais arrivé de France le 1er mars 2020[311].
  - la Namibie fait état de ses deux premiers cas.
  - le Rwanda annonce un premier cas chez un ressortissant indien arrivé de Bombay[312].
  - l'Eswatini enregistre un premier cas chez une patiente de retour des États-Unis après être passée par le Lesotho[313].
  - la Guinée équatoriale fait état de son premier cas chez une patiente revenue de Madrid[314].
  - les Seychelles annoncent deux premiers cas chez deux ressortissants italiens visitant le pays.
  - la Russie, en plus de ses frontières avec la Chine le mois dernier, ferme ses frontières terrestres avec la Norvège et la Pologne aux étrangers[315].
  - le Danemark enregistre un premier décès[316].
  - la Slovénie enregistre un premier décès[317].
  - l'Argentine ferme ses frontières[318].
  - le Surinam ferme ses frontière dès seize heure[319].
  - au badminton, l'Open de Suisse, l'Open d'Inde, l'Open de Malaisie, l'Open de Singapour et l'Orléans Masters sont annulés[320].
  - le Paris-Troyes est annulé[321].
  - le Triptyque des Monts et Châteaux est annulé[322].
  - le Tour du Loir-et-Cher est annulé[323].

- 15 mars :
  - l'Ouzbékistan déclare son premier cas chez une ressortissante ouzbèke arrivée récemment de France[324].
  - la République centrafricaine annonce un premier cas[325].
  - les Bahamas confirment leur premier cas chez une patiente résidant à New Providence mais n'ayant pas voyagé ces vingt derniers jours[326].
  - l'Algérie décide de suspendre toute liaison maritime et aérienne avec la France à partir du 17 mars[327].
  - l'Allemagne décide la fermeture partielle de ses frontières avec l'Autriche, la France et la Suisse, à compter de 8 h le lendemain matin[328], le Luxembourg et les Pays-Bas.
  - La république démocratique du Congo déclare son troisième cas confirmé ainsi que 192 autres suspects.
  - la Hongrie enregistre un premier décès[329].
  - le Guatemala enregistre un premier décès[330].
  - le Mexique enregistre un premier décès[331].
  - le cap des 6 000 morts est atteint dans le monde[332].
  - l'Arménie ferme ses frontières avec ses voisins[333].
  - la Coupe du monde d'aviron est annulé[334].
  - le Grand Prix Miguel Indurain est annulé[335].

- 16 mars :
  - le Bénin annonce un premier cas chez un ressortissant burkinabé ayant séjourné en Belgique[336].
  - le Liberia enregistre son premier cas. Le patient contaminé est le chef de l’agence environnementale, Nathaniel Blama, rentré vendredi à bord d’un vol de la compagnie belge Brussels Airlines avec d’autres responsables gouvernementaux[337].
  - la Tanzanie observe son premier cas chez une ressortissante tanzanienne rentrée d'une séjour en Belgique[338].
  - la Somalie fait état de son premier cas[339].
  - le Groenland déclare son premier cas[340].
  - le Chili annonce la fermeture de ses frontières aux étrangers à partir de mercredi 18 mars, le total de cas s'élevant désormais à 155 dans le pays[341].
  - la Serbie annonce la fermeture de ses frontières, tous ses établissements scolaires et universitaires ferment leurs portes et les élections législatives sont reculées[342].
  - la Russie ferme toutes ses frontières aux étrangers. Les établissements scolaires et universités ferment[343].
  - les États-Unis sont accusés d'avoir voulu acheter à titre exclusif un futur vaccin (s'il est découvert) à une entreprise allemande Curevac[344].
  - Bahreïn enregistre son premier décès[345].
  - la République dominicaine enregistre un premier décès[346].
  - le Portugal enregistre un premier décès[347].
  - l'Allemagne ferme ses frontières avec la France, l'Autriche et la Suisse[348].
  - la Suisse ferme sa frontière avec la France[349].
  - la frontière entre Haiti et la République dominicaine ferme[350].
  - le Pérou ferme ses frontières pour 15 jours[351].
  - le Surinam ferme sa frontière avec la Guyane française[352].
  - l'Allemagne ferme ses frontières avec le Danemark et le Luxembourg[353].
  - le Tour du Pays basque et le Tour des Alpes sont reportés[354].
  - le Tour de Romandie est annulé[355].
  - le Tour  de Chiloé est annulé[356].
  - le Paris-Camembert et le Tour de Tochigi est annulé[357].
  - le Tour du Jura (France) est reporté[358].
  - le CCC Tour-Grody Piastowskie est reporté[359].
  - le Tour de Hollande-Septentrionale est annulé[360].

- 17 mars :
  - l'espace Schengen ferme ses frontières aux étrangers pendant un mois[361].
  - le Monténégro enregistre ses deux premiers cas chez des patientes rentrées douze jours auparavant de séjours aux États-Unis et en Espagne[362]. Il s'agit du dernier pays d'Europe à être touché par la pandémie.
  - la Barbade fait état de ses deux premiers cas[363].
  - la Gambie annonce un premier cas chez une jeune femme récemment revenue du Royaume-Uni[364].
  - la France est placée en confinement à partir de 12 h pour une durée minimum de deux semaines. Les contrôles aux frontières sont rétablis pendant cette période.
  - la Belgique annonce le confinement général du pays à partir du lendemain à midi jusqu'au 5 avril au moins[365].
  - le Maroc annonce 6 nouveaux cas faisant grimper le nombre des personnes atteintes à 44[366].
  - la Turquie enregistre son premier décès[367].
  - la Malaisie annonce son premier décès de la Covid-19[368].
  - le Brésil enregistre son premier décès due a la Covid-19[369].
  - l'Algérie ferme ses frontières[370].
  - l'Algérie et la Tunisie ferment leurs frontières terrestres[371].
  - l'Espagne ferme ses frontières[372].
  - Nauru ferment ses frontières[373].
  - le Tour des Flandres est reporté[374].
  - le Paris-Roubaix, la Flèche Wallonne et le Liège-Bastogne-Liège sont reportés[375].
  - le Tour du Finistère est annulé[376].
  - le Tro Bro Leon est annulé[377].
  - la Rutland-Melton International Cicle Classic est annulée[378].
  - le Tour de Yorkshire est reporté[379].

- 18 mars :
  - la France annonce la mise en place de l'état d'urgence sanitaire pendant tout le temps de la pandémie[380].
  - Djibouti fait état d'un premier cas[381].
  - la Zambie annonce ses deux premiers cas[382].
  - Maurice enregistre ses trois premiers cas[383].
  - le Kirghizistan enregistre ses premiers cas[384].
  - La Nouvelle-Calédonie annonce ses deux premiers cas chez un couple revenu de Sydney pour leur voyage de noces[385].
  - la Turquie qui compte un premier décès ferme ses frontières avec la Grèce et la Bulgarie[386].
  - l'Australie ferme ses frontières et interdit les rassemblements de plus de 100 personnes à l'intérieur[387].
  - le Canada ferme ses frontières aux voyageurs étrangers à l'exception de ceux des destinations suivantes soit les États-Unis, de Saint-Pierre-et-Miquelon, du Mexique et des Caraïbes[388]
  - le Pakistan enregistre deux premier décès[389].
  - la Tunisie enregistre un premier décès[390].
  - la Moldavie enregistre un premier décès[391].
  - le Bangladesh enregistre un premier décès[392].
  - le Costa Rica enregistre un premier décès[393].
  - la Jamaïque enregistre un premier décès[394].
  - le Burkina Faso enregistre un premier décès[395].
  - Cuba enregistre un premier décès[396]
  - l'Afrique du Sud ferme ses frontières aux citoyens des pays les plus touchés[397].
  - l'Eschborn-Francfort est annulé[398].

- 19 mars :
  - le nombre de morts en Italie (3 405 morts) dépasse désormais celui enregistré en Chine (3 245 morts)[399].
  - la Russie qui compte officiellement 147 testés confirmés positifs annonce son premier mort dû au Covid-19[400].
  - le Nicaragua[401] et le Salvador annoncent leurs premiers cas.
  - le Tchad[402] et le Niger[403] enregistrent leurs premiers cas. Dans ce dernier pays, il s'agit d'un employé d'une compagnie de transport terrestre ayant voyagé entre Lomé (Togo), Accra (Ghana), Abidjan (Côte d’Ivoire) et Ouagadougou (Burkina Faso).
  - Fidji annonce un premier cas[404].
  - le Maroc déclare l'état d'urgence sanitaire à partir du vendredi 20 mars à 18 h[405]. Le nombre de cas atteints par le virus est de 63[406]. Deux personnes sont guéries et deux autres sont mortes à cause du Covid-19.
  - la Chine n'a annoncé aujourd'hui aucun nouveau cas contaminé localement par le coronavirus. Le nombre de décès est de 3 245[407].
  - l'Argentine annonce par le biais de son président la mise en confinement du pays au moins jusqu'au 31 mars[408].
  - le gouverneur de Californie décide le confinement de l'État[409].
  - le prince Albert II de Monaco est testé positif au Covid-19 et est confiné au palais princier. Son épouse, la princesse Charlene, ainsi que ses jumeaux Jacques et Gabriella résident quant à eux à Roc Agel, la villégiature campagnarde de la famille princière sur les hauteurs de Monaco[410].
  - un premier décès de la Covid-19 est enregistré en Croatie[411].
  - le Pérou enregistre un premier décès[412].
  - Maurice enregistre un premier décès[413].
  - le Grand Prix de Monaco est annulé[414].

- 20 mars :
  - Haïti déclare ses deux premiers cas[415].
  - le Zimbabwe enregistre son premier cas[416].
  - Madagascar annonce ses trois premiers cas[417].
  - le Cap-Vert fait état de son premier cas[418].
  - la Papouasie-Nouvelle-Guinée enregistre son premier cas[419].
  - la Belgique ferme ses frontières : seuls les retours de ses ressortissants, le fret et les camions sont autorisés[420].
  - la Finlande annonce son premier décès[421].
  - les Émirats arabes unis annoncent leurs deux premiers décès[422].
  - la Serbie enregistre un premier décès[423].
  - le Paraguay enregistre un premier décès[424].
  - Chypre enregistre un premier décès[425].
  - le Gabon enregistre un premier décès[426].
  - les États-Unis et le Mexique ferment leur frontière commune[427].
  - le Vanuatu ferme ses frontières[428].
  - le championnat du monde de snooker est reporté à juillet août[429].
  - Annulation du Coupe du monde U20 de Rugby[430].
  - les Championnats d'Europe de badminton, les Championnats d'Asie de badminton, les Championnats panaméricains de badminton, l'International de Croatie et l'International du Pérou sont annulé et le Championnat du monde de badminton par équipes masculines et le Championnat du monde de badminton par équipes féminines[431].
  - le Tour de Slovénie est annulé[432].
- 21 mars :
  - l'Angola annonce ses trois premiers cas[433], tandis que l'Ouganda et l'Érythrée font état d'un cas chacun[434].
  - le Timor oriental enregistre son premier cas[435].
  - Cuba ferme ses frontières aux non-résidents[436].
  - à l'île de la Réunion, le trafic aérien est dorénavant rigoureusement encadré : les voyages d'agréments sont interdits afin de limiter les cas importés[437].
  - le Canada et les États-Unis ferment leur frontière commune[438]
  - Singapour enregistre ses deux premiers décès de la Covid-19[439]
  - Israël déclare son premier mort[440].
  - la Lituanie enregistre un premier décès[441].
  - le Chili enregistre un premier décès[442]
  - la République démocratique du Congo enregistre un premier décès[443].
  - le Kosovo enregistre un premier décès[444].
  - la Colombie enregistre un premier décès[445].
  - la Ghana enregistre un premier décès[446].
  - la République démocratique du Congo enregistre un premier décès[447].
  - le Championnat du monde de hokey est annulé[448].

- 22 mars :
  - le Mozambique déclare son premier cas[449].
  - la Dominique[450] et la Grenade[451] enregistrent leurs premiers cas.
  - le Président du Conseil italien annonce dans la nuit du 21 au 22 cesser toute la production non essentielle du pays[452].
  - le Canada annonce qu'il ne participera pas aux Jeux olympiques de Tokyo s'ils ont lieu cette année[453].
  - l'Afghanistan annonce son premier décès[454].
  - la Macédoine du Nord enregistre un premier décès[455].
  - la Roumanie enregistre deux premier décès[456].
  - la Tchéquie enregistre un premier décès[457].
  - Andorre enregistre un premier décès[458].
  - le Mémorial Philippe Van Coningsloo est annulé[459].
- 23 mars
  - la Syrie déclare un premier cas[460].
  - le Belize confirme un premier cas[461]. Il s'agit du dernier pays d'Amérique centrale affecté par la pandémie. C'est aussi le dernier pays d'Amérique Continentale affecté par l'épidémie.
  - la Chine annonce la guérison de 90 % des cas sur son territoire[462].
  - l'Australie annonce qu'elle ne participera pas aux Jeux olympiques s'ils ont lieu cette année[453].
  - le Nigeria enregistre un premier décès[463].
  - la Bosnie-Herzégovine enregistre un premier décès[464].
  - le Monténégro enregistre un premier décès[465].
  - la Gambie enregistre un premier décès[466].
  - le Niger enregistre un premier décès[467].
  - le Cap-Vert enregistre un premier décès[468]
  - le Zimbabwe enregistre un premier décès[469].
  - les Tonga ferment ses frontières[470].

- 24 mars :
  - le Royaume-Uni commence son premier jour de confinement national qui doit durer trois semaines au moins.
  - en Inde, le Premier ministre Narendra Modi annonce le confinement total du pays (qui compte 1,3 milliard d'habitants) pour le soir à minuit[471].
  - le Laos annonce ses deux premiers cas[472].
  - la Libye enregistre un premier cas à Misrata. Il s'agit du dernier pays d'Afrique du Nord et du bassin méditerranéen à être affecté par la pandémie.
  - la Thaïlande déclare l'état d'urgence.
  - le président de la république démocratique du Congo, Félix Tshisekedi, décrète le soir l’état d’urgence, ainsi que l’isolement de la capitale Kinshasa du reste du pays qui compte officiellement 45 cas et trois morts de la maladie à coronavirus.
  - l'Arabie saoudite enregistre son premier mort de la pandémie[471].
  - le Cameroun enregistre son premier décès.
  - la France dépasse la barre des 1 000 décès avec 1 100 cas enregistrés à l'hôpital[471].
  - les Jeux olympiques sont reportés en 2021 en raison de la pandémie[473].
  - l'Islande enregistre un premier décès[474].
  - les Quatre Jours de Dunkerque sont annulés[475].

- 25 mars :
  - la Guinée-Bissau[476] et le Mali[477].
  - la Birmanie annonce ses trois premiers cas[478] Il s'agit du dernier pays d'Asie du Sud-Est affecté par la pandémie.
  - Saint-Christophe-et-Niévès fait état de ses deux premiers cas[479] Il s'agit du dernier pays des Caraïbes et du continent américain à être touché par la pandémie.
  - au Royaume-Uni, le prince Charles, héritier de la couronne, déclare avoir été testé positif au Covid-19. Il est désormais confiné dans l’une de ses maisons, en Écosse[480].
  - l'Estonie reporte un premier décès[481].
  - la Palestine enregistre un premier décès[482].
  - Trinité-et-Tobago enregistre un premier décès[483].
  - l'Uruguay enregistre un premier décès[484].
  - le Botswana enregistre un premier décès[485].
  - les Samoa ferment leurs frontières[486].
  - les Jeux autochtone de l'Amérique du Nord sont reportés à 2021[487].
  - le ZLM Tour est annulé[488].
  - le Tour du Japon est annulé[489].
  - le Triptyque des Monts et Châteaux est annulé[490].

- 26 mars :
  - la Chine ferme ses frontières aux étrangers titulaires de visas ou de permis de séjour en cours de validité, en raison du Covid-19, a annoncé le ministère des Affaires étrangères. La mesure entrera en vigueur samedi 28 mars à 00h00 locales[491].
  - au Royaume-Uni, le Premier Ministre Boris Johnson annonce avoir été testé positif au Covid-19[492], tout comme le Secrétaire d'État à la Santé Matt Hancock[493].
  - l'Arménie enregistre un premier décès[494].
  - le Honduras enregistré un premier décès[495]
  - le Kazakhstan enregistre un premier décès[496]
  - le Kenya enregistre un premier décès[497]
  - le Venezuela enregistre un premier décès[498]
  - le Nicaragua enregistre un premier décès[499]
  - les Kiribati ferment leurs frontières[500]
  - les Îles Marshall ferment leurs frontières[486].
  - les États fédérés de Micronésie ferment leurs frontières[486].
  - les Palaos ferment leurs frontières au étrangers jusqu'au 6 avril[486].
  - le Grand Prix moto d'Epagne est reporté[501].
  - la Flèche du Sud est annulé[502].
  - la Ronde de l'Isard est reporté[503].
  - le Fyen Rundt et le Grand Prix Herning  sont annulés[504].
  - le Grand Prix Albert Fauville est annulé[505].

- 27 mars :
  - la France, qui compte près de 2 000 décès, prolonge son confinement national au moins jusqu'au 15 avril.
  - l'Irlande, qui compte 2 121 cas testés et 22 morts, instaure un confinement jusqu'au 12 avril au moins[506].
  - les États-Unis, dont l'épicentre est New York avec plus de 500 morts, dépassent les 100 000 cas déclarés[507].
  - l'Afrique du Sud entre en période de confinement pendant trois semaines[508].
  - la Belgique prolonge son confinement national au moins jusqu'au 19 avril[509].
  - l'Afrique du Sud enregistre un premier décès[510].
  - le Togo enregistre un premier décès[511].
  - l'Ouzbékistan enregistre un premier décès[512].
  - les Îles Salomon ferment ses frontières[513].
  - la Flèche ardennaise est annulé[514].

- 28 mars :
  - le Royaume-Uni dépasse la barre des 1 000 morts[515].
  - l'Italie dépasse le nombre de 10 000 morts[516].
  - la Russie annonce fermer totalement ses frontières à partir du lundi 30 mars 2020, sauf pour le transport de marchandises[517].
  - le Sri Lanka enregistre son premier décès lié à la Covid-19[518].
  - Monaco enregistre un premier décès[519].
  - le Qatar enregistre un premier décès[520].
  - la Jordanie enregistre un premier décès[521].
  - Brunei enregistre un premier décès[522].
  - le Mali enregistre un premier décès[523].

- 29 mars :
  - Moscou est placée en confinement à partir du lendemain.
  - la Nouvelle-Zélande rapporte 60 nouveaux cas confirmés et 3 nouveaux cas probables, pour un total de 514 cas. Le pays annonce son premier mort de cette pandémie[524].
  - la Bolivie enregistre un premier décès[525].
  - la Côte d'Ivoire enregistre un premier décès[526].
  - l'Angola enregistre deux premiers décès[527].
  - la Syrie enregistre un premier décès[528].

- 30 mars :
  - la Botswana fait état de ses trois premiers cas[529].
  - à la Réunion, un premiers cas autochtone est annoncé par les autorités sanitaires[530]. « Le risque est que la maladie se poursuive, même si plus aucun voyageur ne fait son entrée sur le territoire réunionnais[531]. »
  - le Tour du Jura (France) est annulé[532].
  - l'Alpes Isère Tour est annulé[533].

- 31 mars :
  - la Sierra Leone enregistre son premier cas[534]. Il s'agit du dernier pays d'Afrique de l'Ouest à être affecté par la pandémie.
  - le Burundi annonce ses deux premiers cas[535].
  - la Biélorussie enregistre un premier décès[536].
  - le Sénégal enregistre un premier décès[537].
  - la Mauritanie enregistre un premier décès[538].
  - la Tanzanie enregistre un premier décès[539].
  - le Salvador enregistre un premier décès[540].
  - la Birmanie enregistre un premier décès[541].
  - Trinité-et-Tobago reçoit ses première doses[542].
  - les Jeux méditerranéens sont reportés à 2022[543].

### Avril
- 1er avril :
  - la Martinique et La Guadeloupe, en plus du confinement, appliquent un couvre-feu de 20 h à 5 h du matin.
  - les États-Unis dépassent le nombre de 200 000 contaminés, ce qui en fait le pays le plus affecté par la pandémie[544].
  - l'Oman enregistre un premier mort de la Covid-19[545].
  - les Bahamas enregistre un premier décès[546].
  - la république du Congo enregistre deux premiers décès[547].
  - Tonga commence la vaccination[548][réf. non conforme].
  - les Boucles de l'Aulne sont annulés[549].
  - lea Boucles de la Mayenne sont annulées[550].

- 2 avril :
  - le Malawi enregistre ses trois premiers cas[551].
  - l'Espagne franchit la barre des 10 000 morts[552].
  - la Zambie enregistre un premier décès[553].
  - la Libye enregistre un premier décès[554].
  - les Jeux mondiaux de 2021 sont reporté d'un an[555].
  - le Grand Prix moto de France en Sarthe est reporté[556].
  - le Tour de Delta est annulé[557].
  - le Tour de l'Utah est annulé[558].
  - la Roue Tourangelle est annulé[559].

- 3 avril : 
  - le nombre de personnes contaminées dans le monde dépasse le million[560].
  - la Lettonie enregistre un premier décès[561].
  - le Suriname enregistre un premier décès[562].
  - le Kirghizistan enregistre un premier décès[563].
  - le Tour de Suisse est annulé[564].
  - le Tour des Asturies est annulé[565].
  - le Tour de Cologne est annulé[566].

- 4 avril : 
  - l'Italie, l'Espagne et la France totalisent à elles seules plus des trois quarts des 40 000 personnes décédées du Covid-19 en Europe[567].
  - le Koweït enregistre un premier décès de la Covid-19[568].
  - la Géorgie enregistre son premier décès due à la COVID-19[569].
  - le Liberia enregistre un premier décès[570].
  - le Liechtenstein enregistre un premier décès[571].
  - le Belize enregistre un premier décès[572].

- 5 avril : 
  - le Soudan du Sud déclare son premier cas[573].
  - l'Éthiopie enregistre un premier décès[574].
  - le Bénin enregistre un premier décès[575].
  - la Barbade enregistre un premier décès[576].
  - Haïti enregistre un premier décès[577].
  - les Maccabiades sont reporté de 2021 à 2022 et se tienderont du 12 au 26 juillet[578].

- 6 avril :
  - Sao Tomé-et-Principe annonce ses quatre premiers cas[579]. Il s'agit du dernier pays d'Afrique Centrale à être touché par la pandémie.
  - les États-Unis franchissent la barre des 10 000 morts[580].
  - la Slovaquie enregistre deux premiers décès[581].
  - l'Open de Djakarta est annulé[582].
  - le Grand Prix du Morbihan et  La Classique du Morbihan sont annulés[583].

- 7 avril :
  - au Royaume-Uni, le Premier Ministre Boris Johnson est placé en soins intensif au lendemain de son admission à l’hôpital St Thomas de Londres[584].
  - la France franchit la barre des 10 000 morts[585].
  - le Malawi enregistre un premier décès[586]
  - le Grand Prix moto de Catalogne et le Grand Prix moto d'Italie sont reportés[587].
  - les Championnats du monde d'athlétisme de 2021 sont reporté au 15 au 24 juillet 2022[588].
  - l'Adriatica Ionica Race est annulée[589].

- 8 avril :
  - les autorités chinoises lèvent le bouclage de la ville de Wuhan, foyer de la pandémie, après deux mois de confinement[590].
  - après avoir comptabilisé 11 patients atteint de Covid-19 sur son territoire, le Groenland annonce ne plus compter de personnes infectées : tous les malades (localisés à Nuuk, la capitale) ayant été guéris et aucun décès n'est à déplorer. Il s'agit du premier pays ou territoire dans ce cas au monde. Afin d'éviter l'apparition d'une seconde vague épidémique, l'île maintient son isolement et les déplacements sont rigoureusement proscrits[591].
  - Malte enregistre un premier décès[592].
  - Antigua-et-Barbuda enregistre un premier décès[593].
  - la Somalie enregistre un premier décès[594].
  - les  Championats du monde de marathon de canoë-kayay et les Championats du monde junior de canoë-kayak sont annulés[595].

- 9 avril : Djibouti enregistre un premier décès[596].

- 10 avril : 
  - le Yémen annonce son premier cas[597]. Il s'agit du dernier pays du Proche-Orient affecté par la pandémie.
  - les Championnats du monde d'aviron sont annulés[598].

- 11 avril : 
  - les États-Unis deviennent le pays au monde le plus endeuillé par la pandémie avec plus de 20 000 morts enregistrés pour plus de 500 000 cas répertoriés. La veille, le pays était le premier au monde à dépasser les 2 000 décès en 24 heures[599].
  - la barre des 100 000 morts est dépassée dans le monde[600].

- 12 avril : 
  - le Royaume-Uni franchit la barre des 10 000 morts[601].
  - le Tour de la Vallée d'Aoste est annulé[602].

- 13 avril : le Burundi enregistre un premier décès[603].

- 14 avril : 
  - la Guinée enregistre un premier décès[604].
  - le Championnat du monde de pétanque est reporté à 2021[605].

- 15 avril : 
  - avec un million de cas enregistrés, l'Europe concentre plus de la moitié de ceux déjà totalisés dans le monde (cependant, le nombre de cas diagnostiqués ne reflète qu'une fraction du nombre réel de contaminations puisque de nombreux pays ne testent désormais plus que les cas nécessitant une prise en charge hospitalière). De plus, avec plus de 84 000 morts, le continent européen comptabilise les deux tiers des presque 126 000 décès déjà enregistrés[606].
  - les États-Unis franchissent la barre des 30 000 morts[607].
- 16 avril : le nombre de décès enregistré en 24 heures dans un seul pays dépasse la barre des 2 500 morts aux États-Unis[608].
  - le Tour de France est reporté au 29 aôut au 20 septembre[609].

- 16 avril : l'Eswatini enregistre un premier décès[610].

- 17 avril : le Tour de Belgique est annulé[611].
  - le Tour des onze villes est annulé[612].

- 18 avril : 
  - l'Espagne franchit la barre des 20 000 morts[613].
  - le nombre total de décès enregistré en Europe dépasse 100 000 morts soit près de deux tiers de ceux qui ont été comptabilisés dans le monde[614].
- 19 avril : les États-Unis franchissent la barre des 40 000 morts[615].
- 20 avril : la France franchit la barre des 20 000 morts[616].
- 20 avril : La Nouvelle-Calédonie met fin au confinement décrété le 25 mars. À ce stade, seuls 18 cas, tous importés, ont été déclarés, confirmant l'hypothèse que le virus ne circule pas dans l'archipel[617].
- 22 avril : la Guinée équatoriale enregistre un premier décès[618].
- 23 avril : la Sierra Leone enregistre un premier décès[619]
- 24 avril : 
  - les États-Unis franchissent la barre des 50 000 morts, après avoir enregistrés la veille l'un de ses pires bilans journaliers avec 3 176 décès en 24 heures[620].
  - le Grand Prix moto des Pays-Bas est repoussé à une date inconnue[621].
- 25 avril : 
  - le Royaume-Uni franchit la barre des 20 000 morts, ce chiffre ne concernant que les décès enregistrés dans les hôpitaux[622].
  - les X Games sont annulés[623].
- 26 avril : 
  - la Guinée-Bissau enregistre un premier décès[624].
  - le Paris-Mantes Cycliste est annulé[625].
- 27 avril : 
  - plus de trois millions de cas sont recensés dans le monde dont 80 % sont comptabilisés en Europe et aux États-Unis[626].
  - le Festival olympique de la jeunesse européenne sont reporté à 2022[627].
  - le Grand Prix de France est annulé[628].
  - le Tour de Catalogne repoussé d'un an[629].

- 28 avril : 
  - les États-Unis enregistrent plus d'un million de cas de contamination[630].
  - le Tchad enregistre deux premiers décès[631].
  - l'Open des États-Unis (badminton) est annulé[632].
  - le Tour d'Allemagne est annulé[633].
  - le circuit de  Wallonie est annulé[634].

- 29 avril : 
  - avec l'insertion du nombre de décès enregistré dans les maisons de retraite, le Royaume-Uni, avec plus de 26 000 morts, devient le pays où le bilan est le plus lourd en Europe après l'Italie[635].
  - les États-Unis franchissent la barre des 60 000 morts[636].
  - les Maldives enregistre un premier décès[637].
  - le Grand Prix moto des Pays-Bas, le Grand Prix moto d'Allemagne et le Grand Prix moto de Finlande sont annulés[638].
  - le Tour du Pays basque et la Classique de Saint-Sébastien sont annulés[639].
- 30 avril : 
  - les Comores reconnaissent l'existence d'un premier cas malgré de fortes suspicions dues à certaines pneumopathies plusieurs semaines auparavant[640].
  - le Tadjikistan annonce l'existence de quinze premiers cas[641].
  - Sao Tomé-et-Principe enregistre un premier décès[642].
  - le Yémen enregistre deux premier décès[643].
  - le Rallye du Portugal est annulé [644].
  - l'Arctic Race of Norway est annulé[645].

### Mai
- 1er mai : le Tour de Beauce est annulé[646].
- 2 mai : le Tadjikistan enregistre un premier décès[647].

- 5 mai :
  - le Royaume-Uni est le premier pays européen à dépasser les 30 000 morts et à être ainsi le plus endeuillé du continent[648].
  - les États-Unis franchissent la barre des 70 000 morts[649].
  - les Comores enregistre un premier décès[650].
  - le Critérium du Dauphiné est raccourci[651].
  - le Grand Prix de Lugano est annulé[652].

- 6 mai : 
  - le Liège-Bastogne-Liège est reporté au[653].
  - le Tour des Alpes est annulét[654].

- 7 mai : 
  - Madagascar enregistre un premier décès[655].
  - le Grand Prix Pino Cerami est annulé[656].
  - le Tour de Louvain-Mémorial Jef Scherens est annulé[657].
  - le Tour de l'Ain est reporté au 7 au 9 août[658].

- 9 mai : 
  - les 4 millions de cas est atteint dans le monde[659].
  - le Tour d'Espagne ne passera par le Portugal[660].
- 11 mai : les États-Unis atteignent la barre des 80 000 morts[661].
- 12 mai : le Lesotho enregistre son premier cas chez une personne revenant du Moyen-Orient. Il s'agit du dernier pays d'Afrique affecté par la pandémie[662].
- 13 mai :le Gran Premio Industria e Commercio Artigianto Carnaghese est annulé[663].
- 14 mai : 
  - plus de 300 000 personnes sont décédées du coronavirus dans le monde[664].
  - le Tour de Grande-Bretagne est annulé[665].
- 15 mai : 
  - le Soudan du Sud enregistre un premier décès[666].
  - le Rallye Safari organisé au Kenya est annulé[667].
- 17 mai : 
  - avec plus de 282 000 cas de contaminations, la Russie devient à la fois le deuxième pays le plus touché au monde, ainsi que le premier en Europe et en Asie[668].
  - le Népal enregistre son premier mort dû à la Covid-19[669].
  - la Polynormande est annulée[670].
- 18 mai : les États-Unis atteignent la barre des 90 000 morts[671].
- 20 mai : le Tour d'Émilie et le Tour d'Émilie  féminin sont reportés  au 18 août, le Mémorial  Marco Pantani est reporté  le 30 août et la Semaine internationale Coppi et Bartali est reportée  du 1 au 5 septembre[672].
- 21 mai : la barre des 5 000 000 cas cumulés confirmés est atteinte, ainsi que la barre des 2 000 000 de personnes rétablies dans le monde[673].
- 23 mai : 
  - la République centrafricaine enregistre un premier décès[674].
  - le Tour du Danemark est annulé[675].
- 25 mai : 
  - le Brésil, avec près de 350 000 cas de contaminations, devient le deuxième pays le plus affecté par la pandémie[676].
  - le Mozambique enregistre un premier décès[677].

- 27 mai : les États-Unis franchissent la barre des 100 000 morts[678].
- 28 mai : le Grand Prix des Pays-Bas est annulé[679].

- 28 mai :l'Egmont Cycling Race est annulé[680].
- 29 mai : 
  - le Grand Prix moto de Grande-Bretagne et le Grand Primoto d'Australie sont annulés[681].
  - les Championnats du monde junior de badminton sont reportés à janvier[682].
- 31 mai : 
  - la barre des six millions de personnes contaminées est franchie, dont les deux tiers sont comptabilisés en Europe et aux États-Unis[683].
  - le Rwanda enregistre un premier décès[684].

### Juin
- 1er juin : le Grand Prix moto du Japon est annulé[685].
- 2 juin : le Brésil franchit la barre des 30 000 morts[686].
- 3 juin : le Rallye de Finlande est annulé[687].
- 4 juin : le Rallye de Nouvelle-Zélande est annulé[688].
- 5 juin : le Royaume-Uni franchit la barre des 40 000 morts[689], tandis que le Brésil devient le troisième pays le plus endeuillé au monde en dépassant l'Italie par le nombre de décès qui se chiffre désormais à plus de 34 000[690].
- 7 juin : 
  - plus de 400 000 personnes sont décédées du coronavirus dans le monde[691].
  - les États-Unis atteignent la barre des 110 000 morts[692], soit plus d'un quart des décès enregistrés à l'échelle planétaire.
- 8 juin : 
  - la barre des 7 millions de cas dans le monde est atteinte[693].
  - la Russie rouvre ses frontières à ses ressortissants[694].
- 9 juin :le Rallye de Grande-Bretagne est annulé[695].
- 10 juin : 
  - le Grand Prix moto d'Italie est annulé[696].
  - l'Open de Suisse (badminton) et les Championnats d'Europe de badminton sont annulé[697].
- 11 juin :
  - le Brésil franchit la barre des 40 000 morts, ainsi que les 800 000 cas de contaminations[698].
  - les États-Unis dépassent les deux millions de cas de contamination, soit plus d'un quart de ceux enregistrés au niveau mondial[698].
- 12 juin : 
  - l'Inde devient le quatrième pays le plus touché par la pandémie avec près de 300 000 cas enregistrés[699].
  - la Turquie rouvre ses frontières[700].
  - le Grand Prix d'Azerbaïdjan, le Grand Prix de Singapour et la Grand Prix du Japon sont annulés[701].
  - le Tour  de Lombardie reporté au 15 août[702].
- 13 juin : la Pologne rouvre ses frontières avec l'Union européenne[703].
- 15 juin : 
  - le nombre de huit millions de cas est atteint dans le monde[704].
  - la frontière entre la Slovénie l'Italie rouvre leur frontière commune[705].
  - la France rouvre ses frontières avec l'Union européenne à l'exception de l'Espagne et du Royaume-Uni[706].
  - le Danemark rouvre sa frontière avec l'Allemagne, la Norvège et l'Islande[707].
  - la Belgique, la France, la Grèce, l'Allemagne et l'Autriche rouvrent leurs frontières avec l'Union européenne[707].
  - l'Allemagne et l'Autriche rouvrent leur frontière commune[708].
  - la France et l'Allemagne rouvrent leur frontière commune[709].
  - la Suisse  rouvre ses frontières avec la France, l'Allemagne et l'Autriche[710].
  - l'Union européenne rouvre ses frontières internes[711].
- 16 juin : 
  - l'Autriche rouvre sa frontière avec l'Italie[712].
  - le Tour de Vendée est annulé[713].
- 21 juin :
  - l'Espagne ferme sa frontière avec l'Union européenne[706].
  - le Brésil franchit la barre des 50 000 morts[714], alors que la veille le pays dépassait le million de cas de contamination[715].
  - l'Espagne rouvre sa frontière avec la France[706].

- 22 juin : les États-Unis dépassent la barre des 120 000 morts[716].
- 23 juin : la barre des 9 millions de cas dans le monde est atteint[717].
- 25 juin : le Tour du Portugal est reporté[718].
- 26 juin : la Japan Cup (cyclisme) est annulé[719].
- 27 juin : 
  - l'Inde attend les 500 000 cas enregistrés[720].
  - le Danemark rouvre sa frontières avec l'Union européenne à l'exception de du Portugal et de la Suède[721].
- 28 juin : plus de dix millions de cas ont été recensés dans le monde et la barre des 500 000 morts a été franchie ainsi que les cinq millions de guéris[722].
- 29 juin :le Tour du lac Qinghai est annulé[723].
- 30 juin :Haïti rouvre sa frontière avec la République dominicaine[724].

### Juillet
- 1er juillet : 
  - le Brésil franchit la barre des 60 000 morts[725].
  - la France rouvre ses frontières aux pays extérieur à l'espace Schengen[706].
- 6 juillet : 
  - les États-Unis dépassent la barre des 130 000 morts[726].
  - avec près de 700 000 cas recensés, l'Inde devient le troisième pays le plus affecté par la pandémie[727].
- 8 juillet : 
  - les États-Unis dépassent les 3 millions de cas de contamination[728], soit un mois après avoir franchit le cap de 2 millions de personnes.
  - le Lesotho enregistre un premier décès[729].
  - le nombre de décès dépasse les 4 millions[730].
  - l'Open des Pays-Bas (badminton) et le Masters de Chine sont annulés[731].
- 9 juillet : l'étape de  Coupe du monde de slalom de  canoë-kayak de Pau est reporté au 6 au 8 novembre[732].
- 10 juillet : le Brésil franchit la barre des 70 000 morts[733].
- 11 juillet : la Namibie enregistre un premier décès[734].
- 12 juillet : avec plus de 35 000 morts, le Mexique devient le quatrième pays le plus endeuillé au monde[735].
- 16 juillet : le Brésil dépasse les 2 millions de cas recensés[736].
- 17 juillet :
  - l'Inde franchit le cap du million de cas de contamination[737].
  - le Joe Martin Stage Race est annulé[738].
- 18 juillet : les États-Unis dépassent la barre des 140 000 morts[739].
- 20 juillet : le Brésil franchit la barre des 80 000 morts[740].
- 21 juillet : la Cyclassics Hamburg est annulée[741].
- 22 juillet : les Bahamas ferment leurs frontières avec les États-Unis.
- 23 juillet : 
  - les États-Unis dépassent les 4 millions de cas de contamination[742], soit 1 million de personnes contaminées en plus en l'espace de deux semaines.
  - l'Ouganda enregistre un premier décès[743].
  - le Grand Prix de Fourmies est annulé[744].
  - la course Paris-Bourges est annulée[745].
  - le Grand Prix cycliste de Québec et le Grand Prix cycliste de Montréal sont annulés[746].
- 24 juillet : le Grand Prix des États-Unis,le Grand Prix du Brésil,le Grand Prix du Mexique et le Grand Prix du Canada sont remplacés par des courses en Europe soit en Allemagne,en Italie et au Portugal[747].
- 27 juillet : la Papouasie-Nouvelle-Guinée enregistre un premier décès[748].
- 28 juillet :
  - l'Open de Chine (badminton), l'Open du Japon (badminton), l'Open de Taïwan et l'Open de Corée du Sud (badminton) sont annulés[749].
  - le Circuit franco-belge est annulé[750].
  - la Flèche de Heist est annulée[751].
- 29 juillet :
  - les États-Unis dépassent la barre des 150 000 morts[752].
  - le Brésil franchit le cap des 90 000 morts[753].
  - l'Open du Japon (badminton) est annulé[754].
  - l'Open de Taïwan est annulé[755].
  - l'À travers le Hageland aura lieu  à huis clos[756].
- 30 juillet : avec 46 000 morts, le Mexique devient le troisième pays le plus endeuillé au monde[757].
- 31 juillet : 
  - le Viêt Nam enregistre son premier mort de la Covid-19[758].
  - les Fidji enregistrent un premier décès[759].

### Août
- 2 août : 
  - le Grand Prix moto de Buriram en Thaïlande est annulé[760].
  - la Route d'Occitanie  se déroulera en respectant la distenciation sociale[761].
- 3 août :le PRUride Philippines est annulé[762].
- 4 août :l'Omloop van het Hageland est annulés[763].
- 6 août : 
  - les États-Unis dépassent la barre des 160 000 morts[764].
  - le Mexique atteint la barre des 50 000 décès[765].
- 7 août : l'Inde enregistre plus de 2 millions de cas de contamination[766].
- 8 août : le Brésil dépasse à la fois le seuil de 100 000 morts et de 3 millions de personnes contaminées[767].
- 9 août : les États-Unis enregistrent plus de 5 millions de personnes contaminées[768].
- 10 août le Tour du Guangxi est annulé[769].
- 11 août : la Russie est le premier pays au monde à approuver un vaccin contre la Covid-19 en approuvant Spoutnik V[770].
- 12 août : plus de 20 millions de cas ont été recensés dans le monde[771].
- 13 août : le Tour du Limbourg est annulé[772].
- 16 août : les États-Unis dépassent la barre des 170 000 morts[773].
- 18 août : le Brésil atteint la barre des 110 000 décès[774].
- 19 août :le Rallye du Japon est remplacé par le Rallye d'Ypres[775].
- 23 août : 
  - le Mexique franchit la barre des 60 000 décès[776].
  - l'Inde enregistre plus de 3 millions de cas de contamination[777], soit un million de cas supplémentaires en deux semaines.
- 26 août :le Rallye d'Allemagne est annulé[778].
- 27 août : 
  - les États-Unis atteignent la barre des 180 000 morts[779].
  - l'Open de France (badminton) est annulé[780].
  - le Syed Modi International et l'Open d'Inde (badminton) sont annulés[781].
  - la Flèche wallonne est reporté au 30 septembre[782].
- 28 août : 
  - l'Open de Hong Kong (badminton) est annulé[783].
  - l'Open de Nouvelle-Zélande (badminton) est annulé[784].
- 30 août : le Brésil franchit la barre des 120 000 décès[785].
- 31 août : les Universiade d'hiver de 2021 n'auront pas lieu en janvier prochain un raport est envisagé[786].

### Septembre
- 1er septembre : 
  - La Russie comptabilise plus d'un million de cas de contamination[787].
  - le Brésil comptabilise plus de 4 millions de cas de contamination[788].
- 5 septembre : l'Inde enregistre plus de 4 millions de personnes contaminées, soit 1 million de cas diagnostiqués en plus en l'espace de 13 jours. Le lendemain, elle devient le second pays le plus touché derrière les États-Unis[789],[790].
- 9 septembre : les États-Unis dépassent la barre des 190 000 morts[791].
- 10 septembre : le Championnat du monde de badminton par équipes féminines et le Championnat du monde de badminton par équipes masculines sont reportés à 2021[792].
- 11 septembre : le Brésil enregistre plus de 130 000 décès[793].
- 16 septembre : l'Inde franchit le cap des 5 millions de cas de contamination[794].
- 17 septembre : la barre des 30 millions de cas est atteint dans le monde[795].
- 22 septembre : 
  - les États-Unis comptabilisent plus de 200 000 morts[796].
  - les Championnats du monde junior de badminton sont annulés[797].
  - le Grand Prix Chantal Biya est reporté  au 18 au 22 novembre[798].
- 26 septembre : les Jeux des Iles sont reportés[799].
- 27 septembre : 1 million de décès liés au Covid-19 ont été recensés dans le monde[800].
- 30 septembre : 
  - l'Amstel Gold Race est annulé[801].
  - la deuxième étape du Renewi Tour est annulé[802].
  - le Tour Down Under est annulé[803].

### Octobre
- 1er octobre: l'Afrique du Sud rouvrent ses frontières[804].
- 2 octobre: Le président américain Donald Trump et sa femme Melania annoncent avoir été testés positifs au Covid-19. Trump est hospitalisé le soir-même à l'hôpital militaire Walter Reed et obtient son congé trois jours plus tard[805].
- 3 octobre : 
  - L'Inde franchit la barre des 100 000 décès et devient le troisième pays le plus endeuillé par la pandémie[806].
  - Les Îles Salomon annonce leur premier cas[807].
- 5 octobre :
  - le Pérou rouvre ses frontières avec les pays de la région[808].
  - le variant Delta fait est observé pour la première fois dans le monde en Inde à Nagpur[809].
- 9 octobre : 
  - le Brésil dépasse la barre des 5 millions de cas de contamination[810]. Le lendemain, le pays dépasse la barre des 150 000 décès[811].
  - le Paris-Roubaix est annulé[812].
- 18 octobre : le Tour des  Flandres aura lieu à huis clos[813].
- 19 octobre : la barre des 40 millions de cas est atteitt dans le monde[814].
- 20 octobre: l'Argentine comptabilise plus d'un million de cas de contamination[815].
- 21 octobre : 
  - l'Espagne franchit la barre d'un million de cas de contamination[816].
  - le Tour du Faso est annulé[817].
- 23 octobre : la France comptabilise plus d'un million de cas de contamination[818].
- 24 octobre : la Colombie dépasse le cap du million de cas[819].
- 28 octobre : les Îles Marshall annonce ses deux premiers cas[820].
- 30 octobre : le Rallye d'Ypres est annulé[821].
- 31 octobre : le Royaume-Uni franchit la barre d'un million de cas de contamination[822].

### Novembre
- 1er novembre : 
  - la Cadel Evans Great Ocean Road Race est annulé[823].
  - le Tour Down Under est annulé[824].
- 8 novembre : plus de 50 millions de cas ont été recensés dans le monde[825].
- 9 novembre : les États-Unis dépassent la barre des 10 millions de cas de contamination[826].
- 10 novembre : Sainte-Lucie enregistre un premier décès[827].
- 11 novembre : 
  - Le Royaume-Uni dépasse la barre des 50 000 décès[828].
  - Le Vanuatu annonce son premier cas[829].
  - l'Italie dépasse le million de cas[830].
  - le Tour de Yorkshire est annulé[831].
- 14 novembre : le Mexique dépasse le million de cas[832].
- 17 novembre : La France comptabilise plus de 2 millions de cas de contamination[833].
- 17 novembre : le Tour de Langkawi est annulé[834].

- 18 novembre : 
  - Les Samoa annonce leur premier cas[835].
  - Les États-Unis franchissent la barre des 250 000 décès[836].
- 19 novembre : 
  - Le Mexique dépasse la barre des 100 000 décès[837].
  - La Russie franchit la barre des 2 millions de cas de contamination[838].
- 20 novembre :
  - la Tropicale Amissa Bongo est annulé[839].
  - l'Internationale Wielertrofee Jong Maar Moedig est annulé[840].
- 23 novembre :l'Italie dépasse la barre des 50 000 décès[841].
- 24 novembre : la France franchit la barre des 50 000 décès[842].
- 25 novembre : la barre des 60 millions de cas est atteinte dans le monde[843].
- 26 novembre :l'Allemagne passe le cap du 1 million de cas[844].
- 28 novembre : les Hammer Series sont annulées[845].

### Décembre
- 2 décembre : 
  - le Royaume-Uni approuve un premier vaccin contre la Covid-19 en approuvant celui de Pfizer et BioNTech[846].
  - la Pologne dépasse le million de cas[847].
  - les Championnats du monde de cross-country sont reportés à 2022[848].
- 3 décembre :l'Iran franchit la barre du million de cas[849].
- 4 décembre : le Bahreïn approuve un premier vaccin contre la Covid-19 en approuvant le vaccin de Pfizer et BioNTech[850].
- 7 décembre :les Jeux des îles de l'océan Indien 2023 seront organisé par Madagascar et non par les Maldives[851].
- 8 décembre : un premier vaccin contre la Covid-19 est approuvé en Israël soit celui développé par Pfizer et BioNTech[852].
- 9 décembre : le Canada approuve le vaccin de Pfizer et BioNTech contre la Covid-19 qui est le premier approuvé au pays[853].
- 10 décembre : 
  - l'Arabie saoudite approuve un premier vaccin contre la Covid-19 soit celui de Pfizer-BioNTech[854].
  - la Turquie dépasse le million de cas[855].
  - les Championnats du mondes d'athlétismes en salle sont repoussés en 2023[856].
- 12 décembre : la barre des 70 millions de cas dans le monde est atteint[857].
- 14 décembre : 
  - l'Italie atteint le cap des2 millions de cas[858].
  - l'Open de Thaïlande et le BWF World Tour se dérouleront sous des conditions stricts[859].
- 15 décembre :
  - les X Games d'hiver de 2021 se tiendront à huis clos[860].
  - le Rallye de Suède est annulé pour 2021[861].
- 17 décembre : l'Arabie saoudite commence sa campagne de vaccination[862].
- 20 décembre : le Tour de Colombie est annulé[863].
- 21 décembre :
  - l'Union européenne approuve un premier vaccin celui de Pfizer BioNTech[864].
  - l'Antarctique enregistre ses premiers cas dans une base militaire chilienne[865].
  - le Qatar reçoit ses première doses de vaccins[866].
  - la Suède ferme sa frontière avec le Danemark[867].
- 22 décembre : 
  - un premier vaccin contre la Covid-19 est approuvé par l'Argentine soit celui développé par Pfizer BioNTech[868].
  - le Tour de Colombie est annulé[869].
  - la Marcel Kint Classic est reporté au 20 août[870].
- 23 décembre : 
  - l'Érythrée enregistre un premier décès[871].
  - la Suisse commence sa campagne de vaccination[872].
  - le Pérou dépasse le million de cas[873].
- 24 décembre :
  - le Chili démarre sa campagne de vaccination[874].
  - le Koweït lance sa campagne de vaccination[875].
  - le Mexique démarre sa campagne de vaccination[876].
  - l'Ukraine dépasse le million de cas[877].
- 25 décembre : la barre des 80 millions de cas est atteint dans le monde[878].
  - les Émirats arabes unis lancent leurs campagne de vaccination[879].
- 26 décembre :
  - l'Allemagne commence la vaccination[880].
  - la Bulgarie reçoit ses premières doses de vaccins[881].
  - la Slovaquie amorce sa campagne de vaccination[882].
- 27 décembre : 
  - la France vaccine pour la première fois[883].
  - la Bulgarie démarre sa campagne de vaccination[881].
  - Chypre commence la vaccination de sa population[884].
  - la Croatie démarre sa campagne de vaccination[885].
  - le Danemark démarre sa campagne de vaccination[886].
  - l'Espagne démarre sa campagne de vaccination[887].
  - l'Estonie commence la vaccination de sa population[888].
  - la Finlande démarre sa campagne de vaccination[889].
  - l'Italie et la Grèce démarre leur campagne de vaccination[890].
  - la Hongrie démarre sa campagne de vaccination[891].
  - l'Irak autorise un premier vaccin celui de Pfizer[892].
  - la Norvège commence sa campagne de vaccination[893].
  - la Pologne commence sa campagne de vaccination[894].
  - le Portugal démarre sa campagne de vaccination[895].
  - la Roumanie amorce sa campagne de vaccination[896].
  - la Suède lance sa campagne de vaccination[897].
  - l'Afrique du Sud dépasse le million de cas[898].
- 28 décembre :
  - la Belgique commence sa campagne de vaccination[899].
  - l'Islande reçoit ses premiers vaccins[900].
  - la Lituanie démarre sa campagne de vaccination[901].
  - la Lettonie démarre la vaccination[902].
  - le Luxembourg démarre la vaccination[903].
  - Malte commence sa campagne de vaccination[904].
- 29 décembre : 
  - l'Argentine commence sa campagne de vaccination[905].
  - le Biélorussie commence sa campagne de vaccination[906].
  - l'Irlande démarre sa campagne de vaccination[907].
  - l'Islande commence sa campagne de vaccination[900].
  - les Marshall commence sa campagne de vaccination[908].
- 30 décembre : 
  - la Mongolie enregistre un premier décès[909].
  - Singapour commence sa campagne de vaccination[910].
  - le Tour d'Antalya est annulé[911].
- 31 décembre : 
  - la Chine approuve un premier vaccin contre la Covid-19 soit le vaccin Sinopharm[912].
  - la Micronésie commence sa campagne de vaccination[913].
  - début de la campagne de vaccination à Monaco[914].

## 2021

### Janvier
- 1er janvier : les États-Unis franchissent le cap des 20 millions d'infections[915].
- 2 janvier : 
  - l'Inde autorise un premier vaccins soit celui d'AstraZeneca[916].
  - début de la vaccination de la population aux Palaos[917].
- 3 janvier : 
  - les Seychelles enregistrent un premier décès[918].
  - La Grenade enregistre un premier décès[919].
- 4 janvier : le Liechtenstein commence la vaccination[920].
- 5 janvier : les États-Unis franchissent le cap des 21 millions d'infections[921].
- 6 janvier : 
  - le Japon rapporte l'existence d'un nouveau variant, le variant B1.1.248 chez cinq voyageurs revenus du Brésil[922].
  - les Pays-Bas lance leurs campagne de vaccination[923].
- 7 janvier : l'Espagne franchit le cap des 2 millions d'infections[924].
- 8 janvier :
  - Un premier cas de réinfection avec le variant sud-africain est décrit au Brésil[925].
  - Le Brésil franchit le cap des 8 millions d'infections[926].
  - Les États fédérés de Micronésie rapportent un premier cas. Celui-ci est importé par un navire arrivant des Philippines[927].
  - le Bhoutan enregistre un premier décès[928].

- 9 janvier : 
  - le Royaume-Uni franchit le cap des 3 millions de cas et 80 000 morts[929].
  - le Rallye de Grande Bretagne est remplacé par le Rallye d'Ypres qui devait avoir lieu en novembre[930].
  - le Tour de Drenthe est reporté à Octobre[931].
- 10 janvier : plus de 90 millions de cas sont recensés à l'échelle de la planète[932].
- 11 janvier : 
  - le président portugais Marcelo Rebelo de Sousa est testé positif à la Covid-19[933].
  - la barre des 90 millions de cas est atteint dans le monde[934].
  - l'Albanie démarre sa campagne de vaccination[935].
  - le Tour de San Juan est annulé[936].
- 13 janvier : 
  - la Jordanie commence sa campagne de vaccination[937].
  - le Vatican commence sa campagne de vaccination[938].
- 14 janvier : 
  - l'Indonésie commence sa campagne de vaccination[939].
  - la Turquie lance sa campagne de vaccination[940].
- 15 janvier : 
  - plus de 2 millions de décès sont recensés à l'échelle de la planète[941].
  - Saint-Vincent-et-les-Grenadines enregistre un premier décès[942].
  - l'Allemagne atteint les 2 millions de cas[943].
  - le Tour du Rwanda est reporté  au 2 au 9 mai[944].
- 18 janvier :
  - la France commence la vaccination.
  - l'Azerbaïdjan commence sa campagne de vaccination[945].
  - le Brésil commence sa campagne de vaccination[946].
- 19 janvier : 
  - l'Andorre reçoit ses premiers vaccins[947].
  - la Serbie démarre sa campagne de vaccination[948].
  - le Tour d'Oman et l'AlUla Tour sont annulés[949].
- 20 janvier : l'Équateur reçoit ses premières doses de vaccin[950].
- La Nouvelle-Calédonie démarre sa campagne de vaccination.
- 21 janvier : 
  - la France franchit le cap des 3 millions de cas[951].
  - le Panama démarre sa campagne de vaccination[952].
  - le Tour de l'Algarve est reporté et le Circuit cycliste  Sarthe-Pays de la Loire est annulé[953].

- 22 janvier : 
  - la Birmanie reçoit ses premières doses de vaccin[954].
  - le tour d'Andalousie est reporté[955].
- 23 janvier : 
  - la Colombie franchit le cap des 2 millions de cas[956]
  - le Tour de Normandie est annulé[957].
- 24 janvier : 
  - les États-Unis franchissent le cap des 25 millions d'infections[958].
  - l'Égypte lance sa campagne de vaccination[959].
- 25 janvier :le Circuit du Pays de Waes est annulé[960].
- 26 janvier :
  - Plus de 100 millions de cas sont recensés à l'échelle de la planète[961].
  - Le Royaume-Uni franchit le cap des 100 000 morts[962].
  - l'île Maurice commence sa vaccination[963].
  - le Guyana reçoit ses première doses de vaccins[964].
  - le Maroc commence sa campagne de vaccination[965].
  - l'Indonésie passe le cap du million de cas[966].
  - le Tour de Murcie est reporté[967].
- 27 janvier : le Népal commence sa campagne de vaccination[968].
- 28 janvier : le Tour de la Communauté valencienne est reporté[969].
- 30 janvier : 
  - l'Algérie commence la vaccination avec le vaccin russe Spoutnik V[970].
  - l'Open du Japon (badminton) est annulé[971].
- 31 janvier : 
  - les experts de l'OMS sont autorisés par la Chine à visiter le marché de Wuhan pour enquêter sur l'origine du virus, plus d'un an après le début de la pandémie[972].
  - la France ferment ses frontières avec les pays extérieurs à l'Union européenne[973].

### Février
- 1er février :
  - l'Afrique du Sud a reçu une première livraison de vaccins[974].
  - les Maldives démarre sa campagne de vaccination[975].
- 2 février : la Tchéquie est le 20e pays à franchir le cap du million de cas[976].
  - le Tour de la communauté de Madrid annulé[977].
- 3 février :
  - le Pakistan démarre sa campagne de vaccination[978].
  - la République tchèque dépasse le million de cas[979].
  - le Championnat du monde U20 de Rugby à XV est annulé[980].
  - les Championnats d'Asie de badminton par équipes mixtes sont annulés[981].
- 5 février :le Circuit franco-belge est reporté au 2 octobre[982].
- 6 février :les Pays-Bas dépasse le million de cas[983].
- 7 février : 
  - le Bangladesh commence sa campagne de vaccination[984].
  - la Ronde de l'Isard est reporté[985].

- 8 février la Classic Loire Atlantique est reporté au 2 octobre[986].

- 9 février : le Halle-Ingooigem est annulé[987].
  - l'Iran démarre sa campagne de vaccination[988].
  - le Pérou lance sa campagne de vaccination[989].
- 10 février :
  - le Brésil franchit le cap des 10 millions de cas.
  - le Cambodge lance sa campagne de vaccination[990].

- 11 février :
  - la Grenade démarre sa campagne de vaccination[991].
  - la Guinée équatoriale démarre sa campagne de vaccination[992].
  - la Volta NXT Classic est reportée[993].
  - le Tour de Bretagne (cyclisme) ets reporté à Septembre[994].
- 13 février : l'Open d'Allemagne (badminton) est annulé[995].
- 14 février : le Liban lance sa campagne de vaccination[996].
- 15 février : 
  - la République dominicaine reçoit ses premières doses de vaccins[997].
  - la Nouvelle-Zélande reçoi ses premières doses de vaccins[998].
- 16 février : le Tour des  flandres aura lieu à huis clos[999].
- 17 février :
  - le Japon démarre sa campagne de vaccination[1000].
  - la Macédoine du Nord démarre sa campagne de vaccination[1001].
  - le Tour de Delta est annulé[1002].
- 18 février : 
  - la Colombie commence la campagne de vaccination[1003].
  - le Venezuela commence sa campagne de vaccination[1004].
  - le Zimbabwe lance sa campagne de vaccination[1005].
- 19 février : le Tour du Loir-et-Cher est annulé[1006].
- 20 février : 
  - l'Australie commence sa campagne de vaccination[1007].
  - le Monténégro démarre sa campagne de vaccination[1008].
- 22 février : 
  - les États-Unis comptent plus de 500 000 décès depuis le début de la pandémie[1009].
  - la Dominique démarre sa campagne de vaccination[1010].

le Paraguay lance sa campagne de vaccination.
- - le Tour de Langkawi est repoussé au 11 au 18 juin[1012].
- 23 février : 
  - l'Afghanistan commence la vaccination[1013].
  - la Mongolie lance sa campagne de vaccination[1014].
  - Saint-Marin commence sa campagne de vaccination[1015].
  - le Sénégal lance sa campagne de vaccination[1016].
  - le Suriname commence sa campagne de vaccination[1017].
  - la Klasika Primavera est annulé[1018].
- 24 février : 
  - plus de 2,5 millions de décès sont rapportés à l'échelle de la planète depuis le début de la pandémie.
  - la Malaisie lance sa campagne de vaccination[1019].
  - le Mozambique reçois ses premiers vaccins[1020].
- 26 février : la Corée du Sud démarre sa campagne de vaccination[1021].

### Mars
- 1er mars :
  - la Côte d'Ivoire entame sa campagne de vaccination[1022].
  - le Ghana démarre sa campagne de vaccination[1023].
  - les Philippines démarrent la vaccination de sa population[1024].
  - l'Uruguay commence sa campagne de vaccination[1025].
- 2 mars : 
  - l'Angola reçoit ses premières doses de vaccins[1026].
  - la Gambie reçoit ses premières doses de vaccins[1027].
  - la Moldavie commence sa campagne de vaccination[1028].
  - le Vanuatu commence sa campagne de vaccination[1029].
- 3 mars : 
  - le Rwanda reçoit ses premières doses de vaccin[1030].
  - le Lesotho reçoit ses premières doses de vaccin[1031].
- 5 mars : 
  - le Kenya commence sa campagne de vaccination[1032].
  - le Nigeria commence sa campagne de vaccination[1033].
- 6 mars : 
  - Djibouti a reçu ses premières doses de vaccins[1034].
  - le Turkménistan reçoit ses premières doses de vaccins[1035].
- 7 mars : 
  - l'Italie franchit le cap des 100 000 décès[1036].
  - le Sri Lanka reçoit ses premières doses de vaccins[1037].
  - Un an après un premier confinement, six cas provenant de Wallis-et-Futuna sont détectés en Nouvelle-Calédonie, après une alerte au tsunami vendredi, suivie d'un cyclone le samedi. Un confinement est mis en place pour 15 jours au moins[1038].
- 8 avril : le Viêt Nam démarre sa campagne de vaccination[1039].
- 9 mars : 
  - un nouveau variant de troisième génération est découvert aux Philippines, baptisé le variant philippin ou P3[1040].
  - le Soudan lance sa campagne de vaccination[1041].
  - le Tadjikistan reçoit ses premières doses de vaccins[1042].
- 10 mars : la France franchit le cap des 4 millions d'infections[1043].
- 11 mars : 
  - le Cambodge enregistre un premier décès[1044].
  - le Guatemala reçoit ses premières doses de vaccins[1045].
  - le Malawi démarre sa campagne de vaccination[1046].
- 12 mars :
  - la Bosnie-Herzégovine commence sa campagne de vaccination[1047].
  - les Comores entament la vaccination de leur population[1048].
  - l'Open des États-Unis (badminton) et l'Open du Canada (badminton) sont annulés[1049].
  - la Flèche du Sud est reportée[1050].
- 13 mars : 
  - le Honduras reçoit ses premières doses de vaccins[1051].
  - le Salvador reçoit ses premières doses de vaccins[1052].
  - la Tunisie amorce sa campagne de vaccination[1053].
- 14 mars :
  - les Bahamas commencent leur campagne de vaccination[1054].
  - l'Éthiopie démarre sa campagne de vaccination[1055].
- 15 mars :
  - la Géorgie commence sa campagne de vaccination[1056].
  - la Jamaïque reçoit ses premières doses de vaccins[1057].
- 17 mars : la Somalie amorce sa campagne de vaccination[1058].
- 18 mars : 
  - le Cap-Vert commence sa campagne de vaccination[1059].
  - l'Eschborn-Francfort est reporté au 19n septembre[1060].
- 20 mars : le Laos reçoit ses premières doses de vaccins[1061].
- 21 mars : la Bolivie reçoit ses premières doses de vaccins[1062].
- 23 mars : 
  - le Mémorial Andrzej Trochanowski est annulé[1063].
  - le Tour de Cologne est annulé[1064].
- 24 mars : 
  - le Bhoutan commence la vaccination de sa population[1065].
  - le Gran Premio Palio del Recioto est annulé[1066].
  - le Grand Prix Criquielion est annulé[1067].
  - le Grand Prix du Morbihan est La Classique Morbihan sont reporté[1068].
- 25 mars : 
  - un nouveau variant comportant deux nouvelles mutations en même temps est découvert en Inde[1069].
  - le Soudan du Sud reçoit ses premières doses de vaccins[1070].
- 27 mars : la Mauritanie commence sa campagne de vaccination[1071].
- 28 mars : Fidji reçoit ses premières doses de vaccins[1072].
- 29 mars : 
  - le Kirghizistan commence sa campagne de vaccination[1073].
  - le Niger lance sa campagne de vaccination[1074].
  - le Tour de Norvège (2011) est reporté à la fin août début septembre[1075].
- 30 mars : le Bénin commence la vaccination[1076].
- 31 mars :
  - le Belize reçoit ses premières doses de vaccins[1077].
  - le Mali commence sa campagne de vaccination[1078].

### Avril
- 1er avril : 
  - le Liberia lance sa campagne de vaccination[1079].
  - l'Ouzbékistan démarre la vaccination de sa population[1080].
  - le Paris-Roubaix est reporté au  3 octobre[1081].
- 2 avril : le Brunei reçoit ses premières doses de vaccins[1082].

- 3 avril : 
  - la Guinée-Bissau amorce sa campagne de vaccination[1083].
  - le Canada dépasse le million de cas[1084].
- 5 avril : l'Open de Russie (badminton) et le Master d'Indonésie sont annulés[1085].
- 6 avril : 
  - le Timor oriental enregistre un premier décès[1086].
  - la Barbade reçoit ses premières doses de vaccins[1087].
- 7 avril : 
  - le Costa Rica a reçu ses premières doses de vaccins[1088].
  - Sainte-Lucie reçoit ses premières doses de vaccins[1089].
  - Saint-Vincent-et-les-Grenadines reçoit ses premières doses de vaccins[1090].
  - le Tour du Jura (France) et la Classic Grand Besançon Doubs sont reprtés[1091].
- 8 avril : 
  - Antigua-et-Barbuda reçoit ses premières doses de vaccin[1092].
  - Tuvalu reçoit ses premières doses de vaccins[1093].
  - l'Iran franchit la barre des 2 millions de cas[1094].
- 9 avril : 
  - Nauru lance sa campagne de vaccination[1095].
  - Samoa reçoit ses premiers vaccins[1096].
- 10 avril : la Roumanie dépasse le million de cas[1097].
- 11 avril : la Guinée reçoit ses premières doses de vaccins[1098].
- 12 avril : le Cameroun amorce la vaccination de sa population[1099].
- 14 avril : 
  - la Zambie démarre sa campagne de vaccination[1100].
  - le Tour de la Communauté valencienne est reporté au 14 au 18 avril[1101].
- 15 avril : 
  - l'Arménie commence la vaccination de sa population[1102].
  - le Tour du Jura (France) est annulé[1103].
- 16 avril : l'Ukraine reçoit ses premières doses de vaccins[1104].
- 17 avril : 
  - plus de 3 millions de morts dans le monde depuis le début de la pandémie[1105].
  - la Libye démarre sa campagne de vaccination[1106].
- 19 avril : 
  - la république démocratique du Congo lance sa campagne de vaccination[1107].
  - l'Open d'Inde (badminton) est reporté[1108].
- 20 avril : 
  - le Yémen commence sa campagne de vaccination[1109].
  - les Quatre Jours de Dunkerque sont annulés[1110].
- 21 avril : l'Irak dépasse le million de cas[1111].
- 22 avril : 
  - la Syrie reçoit ses premières doses de vaccins[1112].
  - le Paris-Mantes Cycliste est reporté au 17 octobre [1113].
- 23 avril : le Mémorial Philippe Van Coningsloo est annulé[1114].
- 26 avril : 
  - la vaccination débute au Kazakhstan avec le vaccin QazVac[1115].
  - les Philippines dépasse le million de cas[1116].
- 27 avril : le Tour of the Gila est annulé[1117].
- 28 avril : le Grand Prix du Canada est annulé et remplacé par le Grand Prix de Turquie[1118].
- 30 mars 2021 : le Tour de l'Utah est annulé[1119].

### Mai
- 3 mai : le Pakistan ferme ses frontières terrestres avec l'Afghanistan et l'Iran[1120].
- 4 mai : la Papouasie-Nouvelle-Guinée commence sa campagne de vaccination[1121].
- 5 mai : la Flèche ardennaise est annulée[1122].
- 6 mai :
  - la Belgique dépasse le million de cas[1123].
  - la Suède dépasse le million de cas[1124].
- 7 mai : l'Open de Malasie (badminton) est reporté[1125].
- 9 mai : le Laos enregistre un premier décès[1126].
- 10 mai : Madagascar commence la vaccination[1127].
- 13 mai : Cuba démarre sa campagne de vaccination[1128].
- 17 mai : 
  - les Kiribati enregistre deux premiers décès[1129].
  - le Grand Prix Pino Cerami est annulé[1130].
- 21 mai : 
  - le Centrafrique amorce la vaccination de sa population[1131].
  - les Îles Salomon amorcent leur campagne de vaccinations[1132].
- 22 mai : la Serbie rouvre ses frontières[1133].
- 25 mai : les Kiribati reçoivent leurs premières doses de vaccins[1134].
- 26 mai :le Tour d'Autriche est annulé[1135].
- 29 mai : un nouveau variant hybride des variants indien et britannique est découvert au Viêt Nam[1136].
- 31 mai : l'OMS décide d'utiliser l'alphabet grec pour nommer les variants[1137].

### Juin
- 1er juin : l'Algérie rouvrent partiellement ses frontières[370].
- 2 juin : le Burkina Faso commence sa campagne de vaccination[1138].
- 4 juin : 
  - le Tchad démarre sa campagne de vaccination[1139].
  - le Grand Prix de Singapour est annulé[1140].
- 7 juin : 
  - la Thaïlande amorce sa campagne de vaccination[1141].
  - le Championnat du monde de pétanque junior et féminin est reporté[1142].
- 10 juin : le Grand Prix cycliste de Québec et le Grand Prix cycliste de Montréal sont annulés[1143].
- 12 juin : le Botswana démarre sa campagne de vaccination[1144].
- 17 juin : Saint-Christophe-et-Niévès enregistre un premier décès[1145].
- 20 juin : le Tour de Beauce est annulé[1146].
- 21 juin : l'Indonésie dépasse les 2 millions de cas[1147].
- 29 juin : l'Iran ferme sa frontière avec le Pakistan[1148].

### Juillet
- 6 juillet :le Grand Prix d'Australie est annulé[1149].
- 7 juillet :les 6 Heures de Fuji sont annulées et remplacées par une course au Bahrein[1150].
- 8 juillet : 
  - les Jeux olympiques d'été de 2020 se déroulent sans public[1151].
  - les Jeux d'Asie du Sud-Est sont reportés probablement à 2022[1152].
- 10 juillet : les Championnats du monde d'aviron sont annulés[1153].
- 12 juillet : le Bengladesh dépasse le million de cas[1154].
- 15 juillet : plus de 4 millions de morts dans le monde depuis le début de la pandémie[1155].
- 16 juillet : Haïti démarre sa campagne[1156].
- 19 juillet : le Bałtyk-Karkonosze Tour est annulé[1157].
- 22 juillet :la Coupe Sels est annulé[1158].
- 23 juillet : le Pakistan dépasse le million de cas[1159].
- 25 juillet : la Malaisie dépasse le million de cas[1160].
- 28 juillet : la Tanzanie commence sa campagne de vaccination[1161].

### Août
- 4 août :la Cyclassics Hamburg, le Tour du Guangxi et le Tour de l'île de Chongming sont annulés[1162].
- 5 août :
  - la barre des 200 millions de cas est atteinte dans le monde[1163].
  - la Russie rouvre ses frontières[1164].
- 6 août : le Japon dépasse le million de cas[1165].
- 9 août : le Canada rouvre sa frontière avec les États-Unis[1166].
- 10 août : la Coppa Collecchio est reportée  au 21 septembre et le Trophée Edil C est annulé[1167].
- 11 août : 
  - les Championnats du monde de badminton sont reportés et le Masters de Corée du Sud, l'Open de Corée du Sud (badminton) et l'Open de Macao (badminton) sont annulés[1168].
- 16 août : les Jeux paralympiques d'été de 2020 se déroulent sans public[1169].
- 17 août : 
  - la Dominique enregistre un premier décès[1170].
  - le Portugal dépasse le million de cas[1171].
- 19 août : 
  - le Grand Prix du Japon est annulé[1172].
  - le Grand Prix moto de Malaisie est annulé et remplacé par une course à Misano[1173].
- 20 août : la Thaïlande dépasse le million de cas[1174].
- 21 août : les Palaos enregistrent deux premier cas[1175].
- 22 août : le Tour d'Iran - Azerbaïdjan est annulé[1176].
- 24 août : Israël dépasse le million de cas[1177].
- 27 août : l'Arménie et l'Iran rouvrent leur frontière commune[1178].

### Septembre
- 1er septembre : les Philippines dépassent les 2 millions de cas[1179].
- 6 septembre : jusque là épargnée par le virus, trois cas locaux sont détectés en Nouvelle-Calédonie, pour la première fois en presque 2 ans de pandémie. Un 3e confinement est mis en place, suivi d'un couvre-feu[1180]
- 7 septembre :
  - le Canada rouvre ses frontières[1181].
  - le Rallye du Japon est annulé[1182]
- 9 septembre : 
  - le Syed Modi International est annulé[1183].
  - le Tour de Chiloé et le Grand Prix de Patagonie de cyclisme sont annulé[1184].
- 13 septembre : le Grand Prix moto d'Argentine est annulé[1185].
- 29 septembre : les Jeux olympiques d'hiver de 2022 n'accueilleront pas de spectateurs étrangers[1186].

### Octobre
- 4 octobre :
- l'Iran rouvre sa frontière avec le Pakistan[1187].

l'Iran et le Pakistan rouvrent leur frontière commune.
- 12 octobre : la Serbie dépasse le million de cas[1189].
- 18 octobre : le Burundi commence sa campagne de vaccination[1190].
- 19 octobre : le Gabon lance sa campagne de vaccination[1191].
- 31 octobre : les Tonga enregistrent un premier cas[1192].

### Novembre
- 1er novembre :
  - le seuil des 5 millions de morts déclarés est atteint[1193].
  - l'Argentine rouvre ses frontières[1194].
- 8 novembre : les États-Unis rouvrent leurs frontières[1195].
- 11 novembre : le Vietnam franchit le cap du million de cas[1196].
- 18 novembre : l'Autriche dépasse le cap du million de cas][1197].
- 22 novembre : la Hongrie dépasse le millionde cas[1198].
- 25 novembre : le variant omicron apparaît en Afrique du Sud[1199].
- 29 novembre : la Suisse dépasse le million de cas[1200].

### Décembre
- 1er décembre :l'Universiade d'hiver de 2021 est annulée[1201].
- 3 décembre : l'Afrique du Sud dépasse les 3 millions de cas[1202].
- 6 décembre : la France dépasse le million de cas[1203].
- 9 décembre : la Cadel Evans Great Ocean Road Race est annulée[1204].
- 10 décembre : la Jordanie dépasse le million de cas[1205].
- 14 décembre : la Turquie dépasse les 9 millions de cas[1206].
- 26 décembre : le Canada dépasse les 2 millions de cas[1207].
- 29 décembre : le Championnat du monde junior de hockey sur glace est annulé[1208].

## 2022

### Janvier
- 3 janvier : le Tour de San Juan est annulé[1209].
- 4 janvier : le Mexique atteint les 4 millions de cas[1210].
- 7 janvier : les 300 millions de cas sont atteints dans le monde[1211].
- 9 janvier : un variant combinant les variants delta et omicron apparaît à Chypre[1212].
- 10 janvier :
  - l'Australie atteint le million de cas[1213].
  - les Philippines dépassent les 3 millions de cas[1214].
  - l'Irlande dépasse le million de cas[1215].
  - le Maroc dépasse le million de cas[1216].
- 12 janvier : 
  - le Danemark dépasse le million de cas[1217].
  - le Kazakhstan atteint la barre du million de cas[1218].
- 18 janvier : la Géorgie dépasse le million de cas[1219].
- 19 janvier : Cuba dépasse le million de cas[1220].
- 23 janvier :le Tour du Costa Rica est reporté  au mois de décembre[1221].
- 25 janvier :le Pérou dépasse les 3 millions de cas[1222].
- 28 janvier : le Canada dépasse les 3 millions de cas[1223].
- 30 janvier : la Slovaquie dépasse le million de cas[1224].

### Février
- 3 février : la Grèce dépasse les2 millions de cas[1225].
- 6 février : la Corée du Sud passe le million de cas[1226].
- 7 février : la Bulgarie dépasse le million de cas[1227].
- 9 février :le cap des 400 millions de cas est atteint dans le monde[1228].
- 10 février :
  - le Portugal dépasse les 3 millions de cas[1229].
  - la Croatie dépasse le million de cas[1230].
- 11 février : le Liban dépasse le million de cas[1231].
- 12 février : la Norvège dépasse le million de cas[1232].
- 21 février :l'Australie rouvre ses frontières[1233].

### Mars
- 3 mars : la Tunisie dépasse le million de cas[1234].
- 6 mars : la Lituanie dépasse le million de cas[1235].
- 7 mars : le cap des 6 millions de décès est atteint[1236].
- 19 mars : Singapour dépasse le million de cas[1237].
- 24 mars : le Tour de Beauce est reporté[1238].

### Avril
- 11 avril :le cap des 500 millions de cas est atteint dans le monde[1239].
- 16 avril : la Finlande dépasse le millionde cas[1240].
- 20 avril : la Slovénie dépasse le million de cas[1241].

### Mai
- 1er mai : le Chili rouvre ses frontières terrestres[1242].
- 6 mai : les Jeux asiatiques sont reportés à une date indéterminées[1243].
  - la Ligue de diamant est annulée[1244].
- 11 mai : la Nouvelle-Zélande dépasse le million de cas[1245].
- 12 mai : la Corée du Nord enregistre son premier cas[1246].
- 13 mai : la Corée du Nord enregistre son premier décès[1247].
- 16 mai :
  - la Corée du Nord dépasse le million de cas[1248].
  - les États-Unis dépassent le million de cas[1249].

### Juin
- 7 juin : l'Open des États-Unis (badminton) est annulé[1250].
- 17 juin : 
  - le Portugal dépasse le cap des 5 millions de cas[1251].
  - le Tour du Guangxi est annulé[1252].

### Juillet
- 5 juillet : les Championnats du monde de semi-marathon de Yangzhou en Chine sont annulés[1253].
- 14 juillet :l'Open de Nouvelle-Zélande (badminton) est annulé[1254].
- 15 juillet :l'Algérie et la Tunisie rouvrent leur frontière commune[1255].
- 16 juillet : l'Italie dépasse les 20 millions de cas[1256].
- 19 juillet : les Jeux asiatiques auront lieu du 23 septembre 2023 au 8 octobre 2023[1257].
- 21 juillet : le Guatemala dépasse le million de cas[1258].
- 23 juillet : le Costa-Rica dépasse le million de cas[1259].
- 25 juillet : la Bolivie dépasse le million de cas[1260].
- 26 juillet : la Russie et la Norvège rouvrent leur frontière commune[1261].

### Août
- 1er août : les Samoa rouvrent leurs frontières[1262].
- 9 août :
  - la République tchèque dépasse les 4 millions de cas[1263].
  - les Émirats Arabes Unis dépassent le million de cas[1264].
- 28 août :le cap des 600 millions de cas dans le monde est atteint[1265].

### Septembre
- 1er septembre : 
  - les Championnats du monde d'athlétisme en salle sont reportés en 2025[1266].
  - l'Open de Hong Kong (badminton) est annulé[1267].
  - l'Open de Macao (badminton) est annulé[1268].

### Novembre
- 24 novembre : le variant Omicron est observé une première fois dans le monde en Afrique du Sud[1269].

### Décembre
- 7 décembre : la Chine abandonne sa politique ''Zéro Covid'' en raison des manifestations s'étant déroulées contre cette stratégie extrêmement restrictive[1270],[1271].

## 2023

### Mai
- 5 mai : Le directeur général de l'OMS déclare la fin de la pandémie de Covid-19 en tant qu'urgence de santé publique de portée internationale, soulignant que cela ne signifie pas que la maladie n'est plus une menace mondiale[1272].